# Polizei (Deutschland)

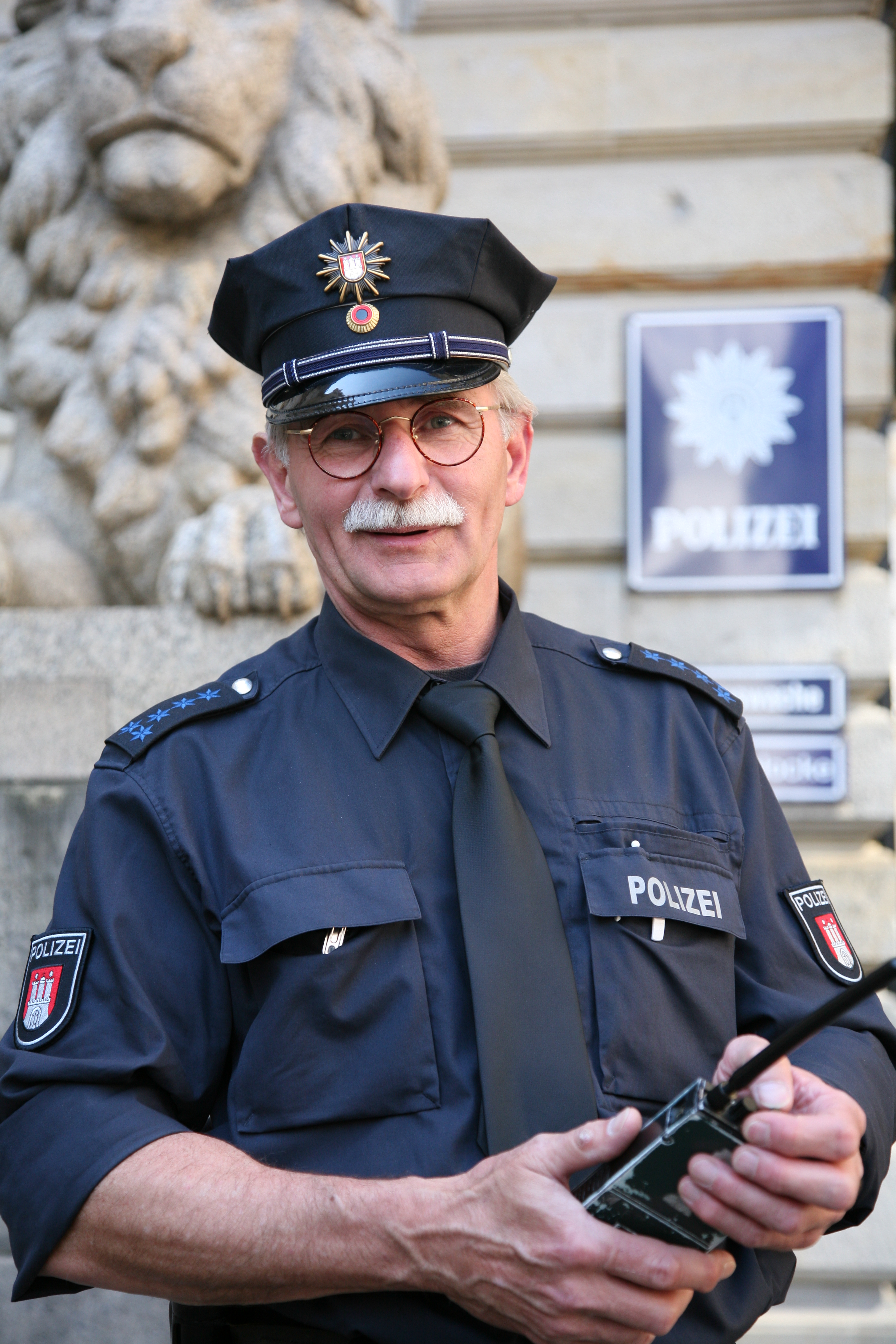
Hamburger Polizist mit der Amtsbezeichnung Polizeihauptmeister (mD)

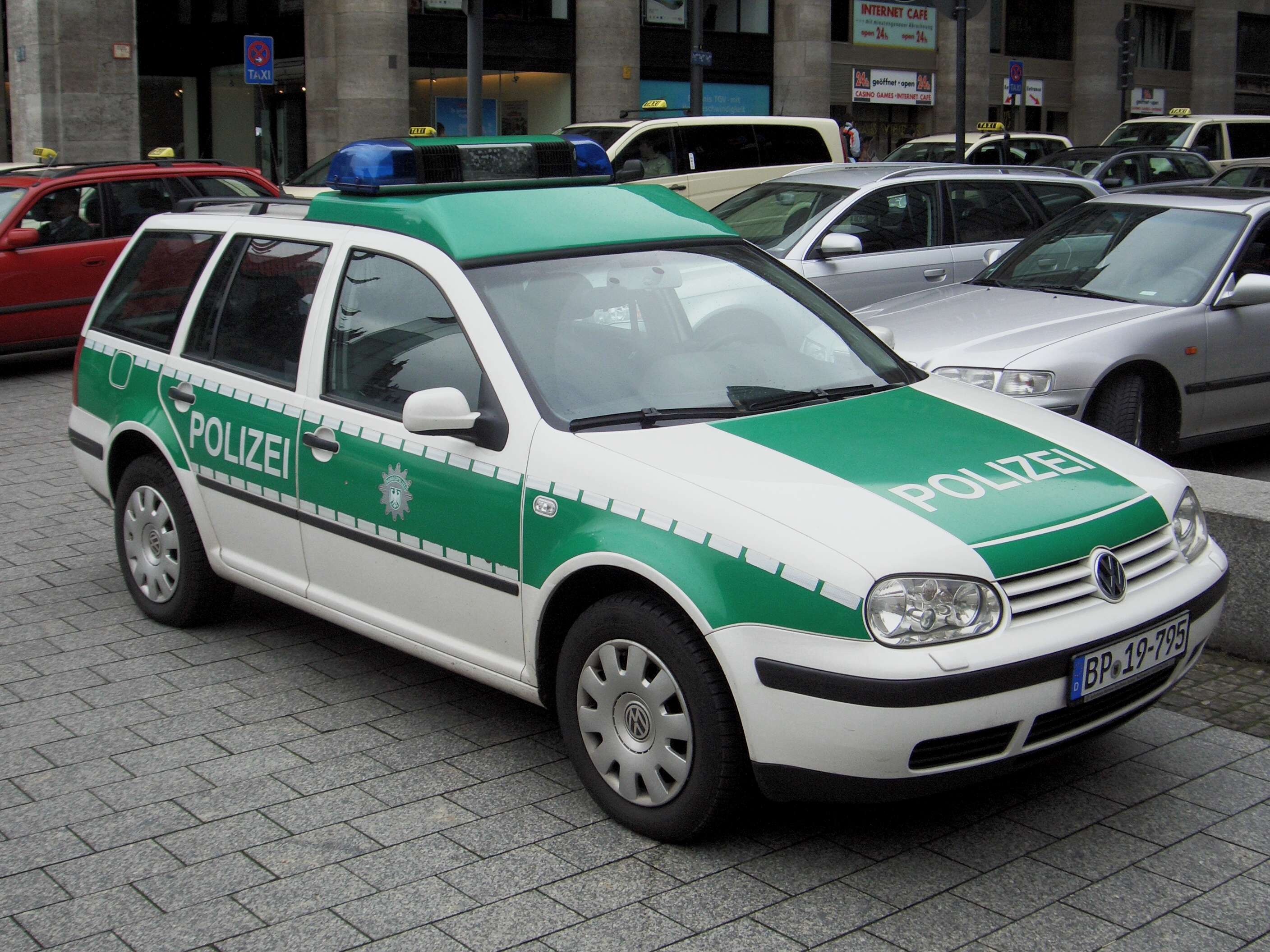
Die bis Baujahr 2000 grün-weißen Streifenwagen …

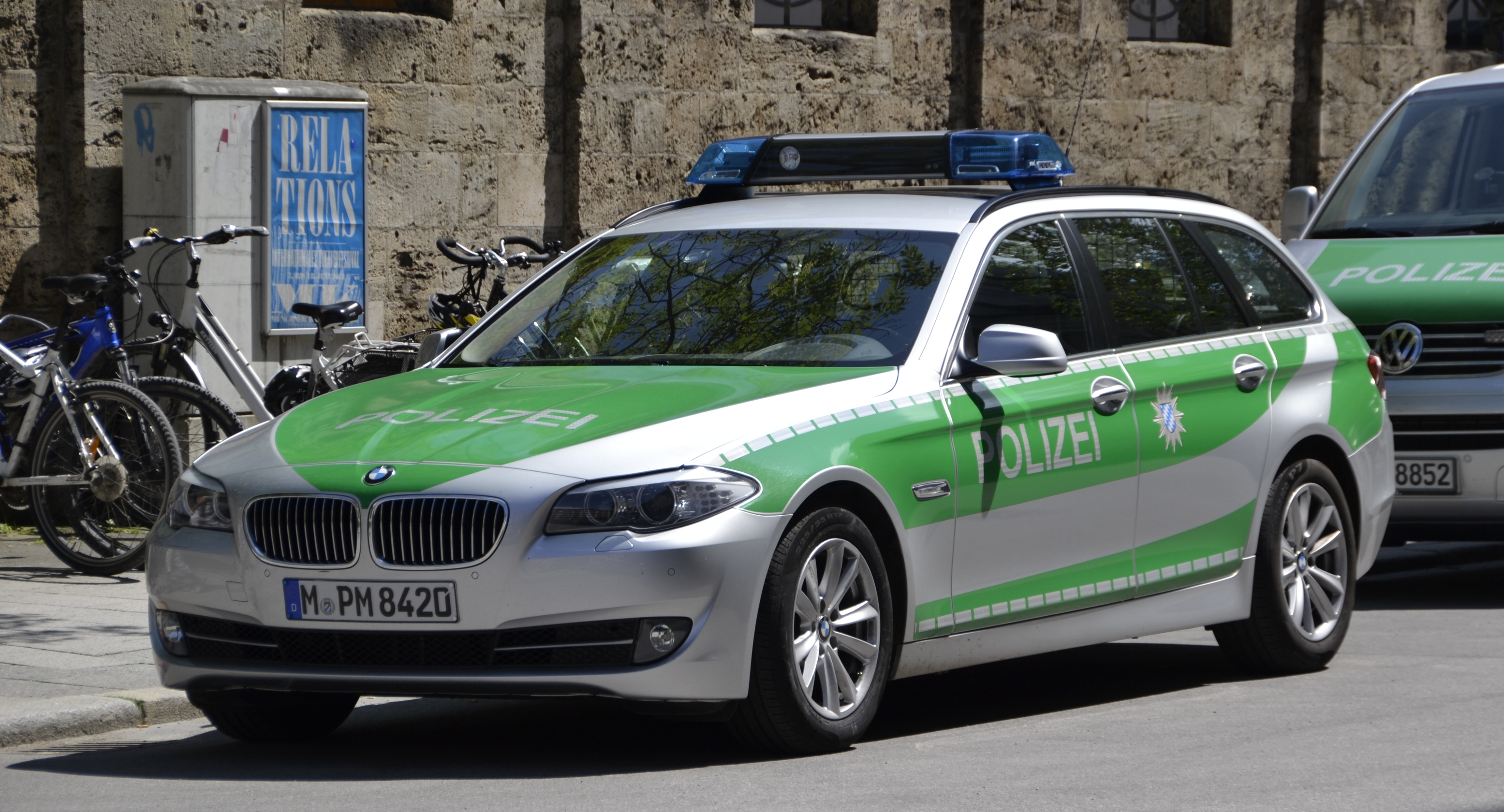
… werden seit dem Jahr 2000 durch silber-grüne …

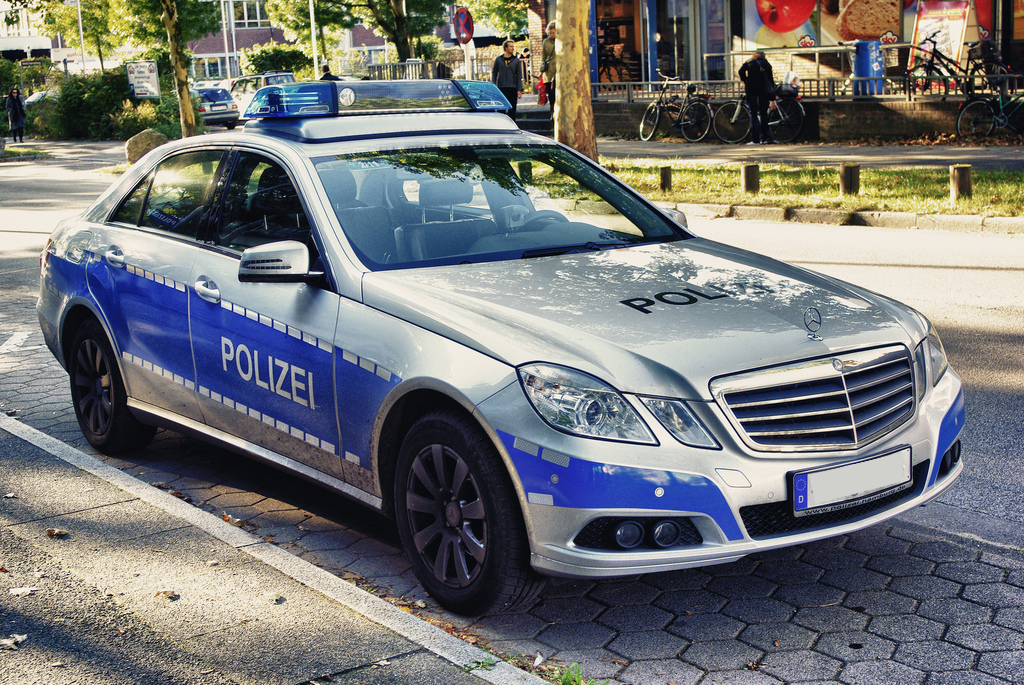
… und nun in allen Bundesländern durch blau-silberne Fahrzeuge abgelöst, …

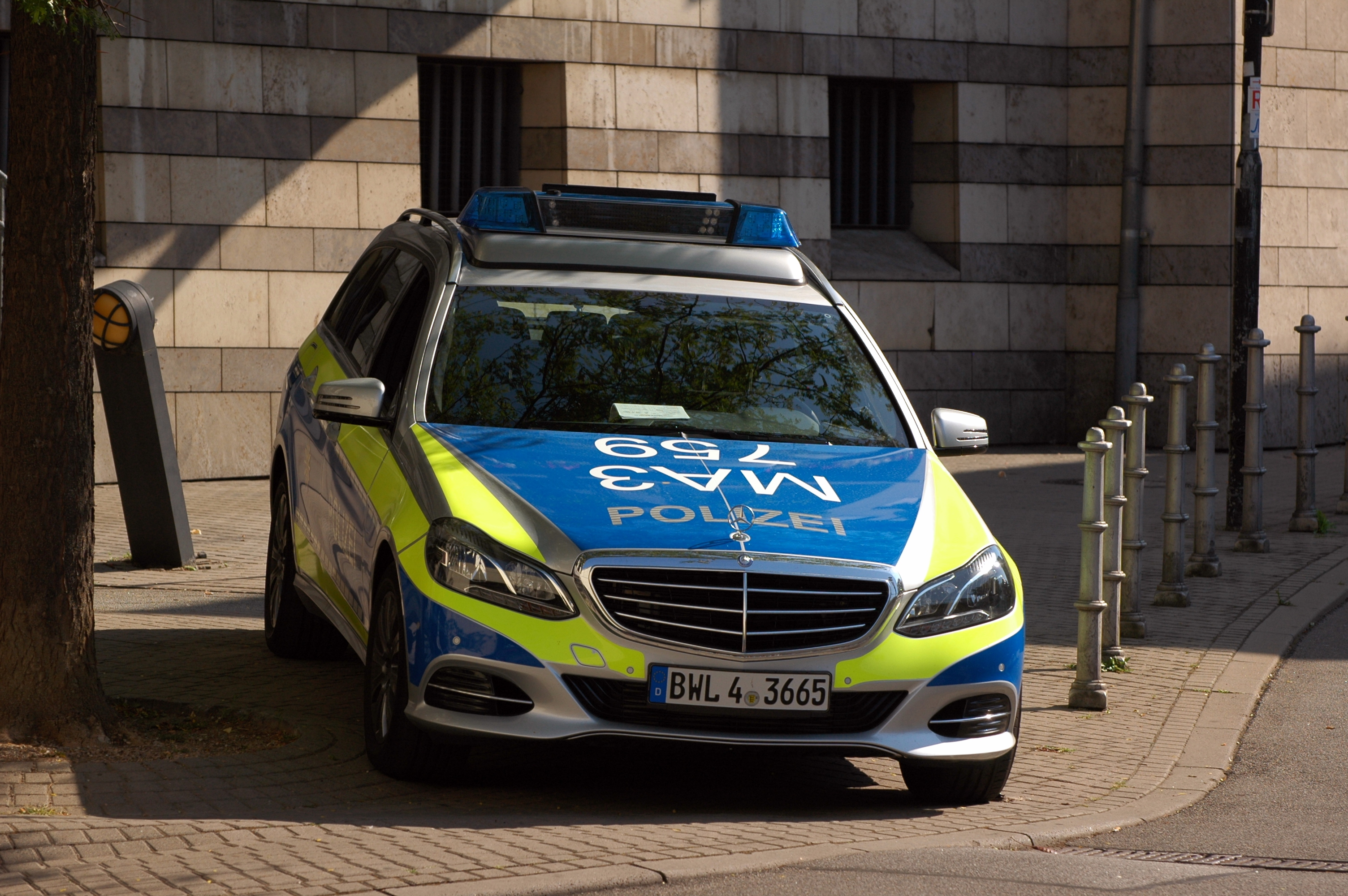
… die seit 2013 bei einigen Landespolizeien zusätzlich über neongelbe Kontrastbeklebungen verfügen.

Die Polizei in Deutschland, bestehend aus den Polizeibehörden der Länder und des Bundes (Bundespolizei, Bundeskriminalamt, Polizei beim Deutschen Bundestag), bezeichnet die Gesamtheit aller polizeilichen Strafverfolgungs- und Ermittlungsbehörden der Bundesrepublik Deutschland. Hauptaufgaben sind die Abwehr von Gefahren jeglicher Art und die Aufklärung sowie Verfolgung von Straftaten und Ordnungswidrigkeiten. Die Polizei hierzulande ist Teil der vollziehenden Gewalt (Exekutive) und bildet einen wesentlichen Bestandteil der inneren Sicherheit.

## Geschichte

### Entwicklung des Polizeibegriffs
Der Begriff Polizei hat in seiner geschichtlichen Entwicklung eine ständige Veränderung erfahren, die letztlich zu seiner heutigen Einengung geführt hat. Polizist ist ein Oberbegriff für bestimmte Amtsträger des Staates oder Landes.
Das Wort Polizei entstammt dem griechischen „politeia“, worunter die Griechen die gesamte weltliche Ordnung des griechischen Stadtstaates (Polis) verstanden. Daran anknüpfend war „Polizey“ im ausgehenden Mittelalter der geordnete Zustand des Staatswesens und die hierfür notwendigen Maßnahmen der weltlichen Herrschaft. Der Begriff „Polizey“ umfasste die gesamte damalige Staatsverwaltung.
Eine Einengung erfuhr der Polizeibegriff im Laufe des 17. und 18. Jahrhunderts dadurch, dass der absolutistische Landesfürst aus der Polizei die Justiz, Finanz- und Heeresverwaltung ausgliederte, wobei die fünf klassischen Verwaltungszweige Inneres, Äußeres, Justiz, Heeres- und Finanzverwaltung entstanden. Da der absolute Monarch sich im Zeitalter des Absolutismus in allen Bereichen für das Wohl der Allgemeinheit und der Bürger zuständig fühlte, beschränkte sich die ihm unterstehende Polizei nicht mehr auf die Ordnungsbewahrung, sondern umfasste die gesamte Pflege der Wohlfahrt. Der Landesherr konnte auf Grund seiner unbeschränkten Souveränität schrankenlos in die Rechtssphäre seiner Untertanen eingreifen und die seiner Ansicht nach erforderlichen Maßnahmen zur Gefahrenabwehr und zur Pflege der Wohlfahrt anordnen.
Dieser absoluten Staatsreform stand die Aufklärungsphilosophie des 18. Jahrhunderts gegenüber. Sie erhob Forderungen nach der Gleichheit der Menschen (Jean-Jacques Rousseau), nach Anerkennung der natürlichen Menschenrechte und der Bindung des Monarchen an Recht und Gesetz (Thomas Hobbes, John Locke) sowie der Durchsetzung des Gewaltenteilungsprinzips (Montesquieu).
Aus diesen Anschauungen ergab sich ein gewandelter, zweigleisiger Polizeibegriff. Es wurde zwischen der auf Gefahrenabwehr gerichteten Tätigkeit (Sicherheitspolizei) und der auf die Gewährleistung der persönlichen Entfaltungsmöglichkeiten und die Schaffung der hierfür notwendigen Einrichtungen (zum Beispiel Schulen, Krankenhäuser) gerichteten Tätigkeit differenziert (Wohlfahrtspolizei).
Die Lehre des zweigleisigen Polizeibegriffs wurde in Preußen durch das Allgemeine Landrecht von 1794 Gesetz.
Danach bestand die Aufgabe der Polizei darin, „die nötigen Anstalten zur Erhaltung der öffentlichen Ruhe, Sicherheit und Ordnung, und zur Abwehr der dem Publiko oder einzelnen Mitgliedern derselben bevorstehenden Gefahren zu treffen“ (§ 10 II 17 ALR). Allerdings spiegelte das Gesetz nicht den damals tatsächlich herrschenden Rechtszustand wider. Vielmehr wurden der Polizei bis in die Mitte des 19. Jahrhunderts Aufgaben der Wohlfahrtspflege per Gesetz übertragen.
In den süddeutschen Staaten nahm das Polizeirecht eine andere Entwicklung. Ausgangspunkt waren nicht polizeirechtliche Generalklauseln, sondern in Polizeistrafgesetzbüchern normierte bewehrte Polizeiübertretungen und Ermächtigungen für den Erlass bewehrter Polizeiverordnungen und Polizeistrafen (sogenannte Landesstraf- und Verordnungsgesetze).
In Preußen wurden die Polizeisysteme im Rahmen der Preußischen Reformen Anfang des 19. Jahrhunderts neu geordnet. Viele kleinere deutsche Staaten übernahmen wesentliche Teile dieser Reformen in den folgenden Jahren. So wurde im Rahmen der Städteordnung 1808 die städtische Polizeisouveränität auf den Staat übertragen. Die 25 größten preußischen Städte erhielten königliche Polizeidirektionen. Mit dem Gendarmerie-Edikt von 1812 entstand die Königlich Preußische Landgendarmerie nach französischem Vorbild zur Wahrnehmung von Polizeiaufgaben im ländlichen Raum in einer Stärke von nominell 8900, real aber nur 1300 ehemaligen Unteroffizieren. Insgesamt blieb die preußische Polizei zahlenmäßig klein im Vergleich mit anderen europäischen Staaten. Dies wird in der Forschung meist auf das zahlenmäßig starke Militär zurückgeführt, das im Bedarfsfall Polizeiaufgaben erfüllte. Nach der Märzrevolution 1848 kam als weiterer Polizeikörper die Schutzmannschaft für Berlin mit zunächst 1800 Mitgliedern hinzu. Dem Berliner Kriminalgericht wurden erstmals 1799 Polizeibeamte unmittelbar zugeordnet. 1830 wurde in der Stadt eine Kriminalpolizeiabteilung eingerichtet. Auch diese Neuerung wurde bald von anderen deutschen Städten übernommen.

### Polizei im Kaiserreich 1871–1918

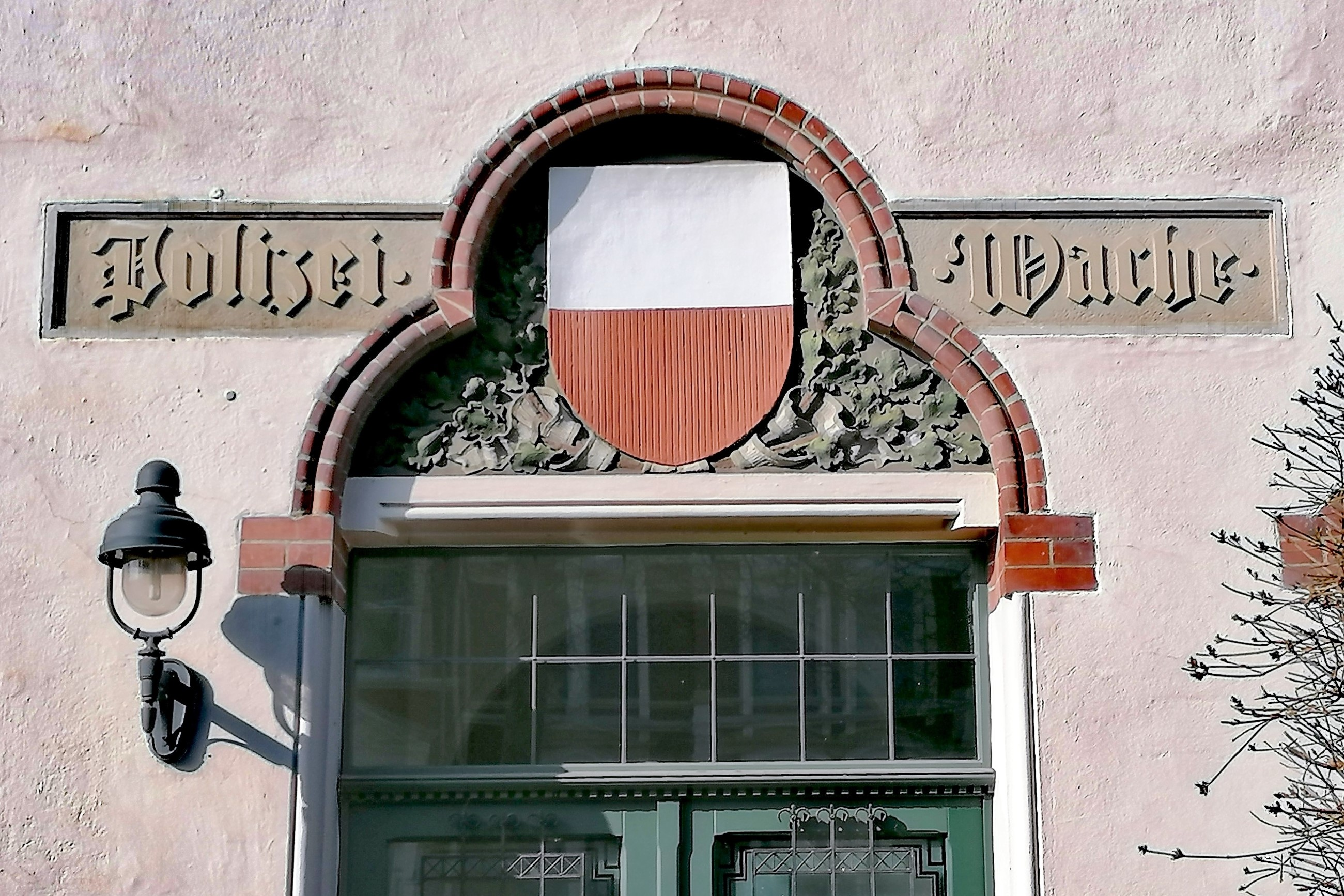
Portal einer Polizeiwache in der Freien und Hansestadt Lübeck (1902)

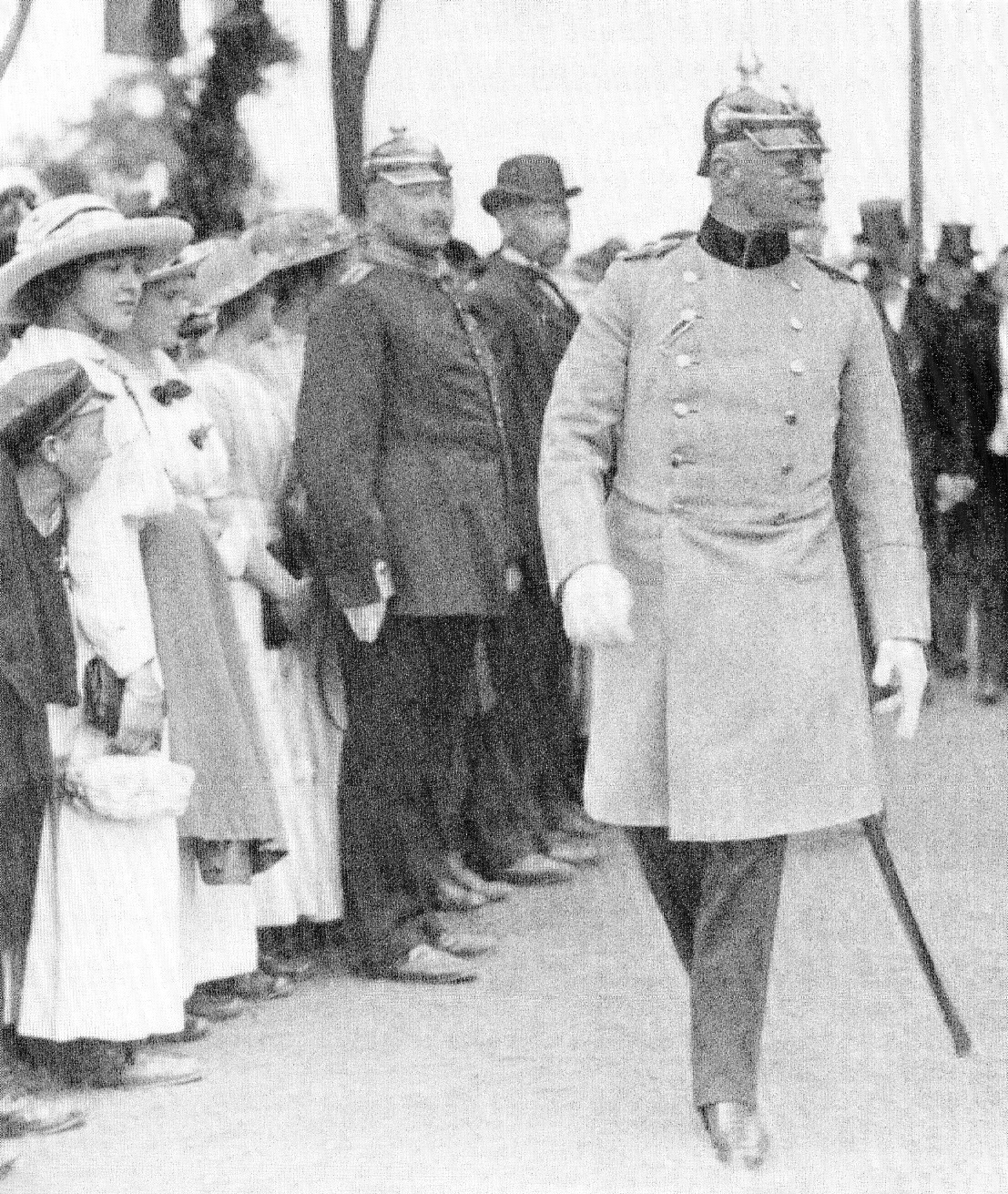
Großherzoglich Oldenburgischer Gendarm im Dienstanzug (Bildmitte). Rechts im Bild Großherzog Friedrich August. Aufnahme vom 21. Mai 1914 Rodenkirchen, Amt Brake, heute Landkreis Wesermarsch

Nach der Bismarckschen Reichsverfassung war die Polizei grundsätzlich Angelegenheit der Bundesstaaten, soweit die Gefahrenabwehr betroffen war (Ausnahme z. B. Fremdenpolizei als Reichssache). Das Reich hatte aber die Kompetenz der Polizei als Institution straferforschende Aufgabenfelder zuzuweisen (Art. 4 Nr. 13 der Verfassung). Dadurch formalisierte sich der Polizeibegriff. Die unterschiedlichen Polizeirechtsordnungen der Bundesstaaten galten weiterhin. Die Polizeibehörden mit ihren Wachkörpern blieben vollständig Teil der Verwaltung der Bundesstaaten, praktisch ausschließlich in der Form von Gendarmerien.
In Preußen wurde auf der Grundlage von § 10 II 17 ALR (präventive Generalklausel) die Polizei durch die wegweisende Rechtsprechung der Preußischen Oberverwaltungsgerichts (PrOVG) weiterentwickelt. Dessen Rechtsprechung beschränkte die Polizei im sog. Kreuzbergerkenntnis auf die Gefahrenabwehr.
Maßgebend war die Rechtsprechung des PrOVG bezüglich der Verhältnismäßigkeit polizeilichen Einschreitens (PrOVG E 13, 426 [427 f.]). In diesem Urteil wurde mit dem Grundsatz ius ad finem dat ius ad media („Das Recht auf das Ergebnis gibt das Recht auf das Mittel“) gebrochen. Fortan durfte nicht mehr vom Zweck auf die Mittel geschlossen werden, sondern musste das Mittel für die Erreichung des Zwecks geeignet, notwendig und für den Betroffenen zumutbar sein.
Wegen der Spezialisierung des modernen Lebens wurden überdies vor allem seit der Jahrhundertwende Spezialgesetze geschaffen, deren Ausführung besonderen Behörden (Sonderpolizei) übertragen wurde (zum Beispiel Bau-, Fremden-, Gesundheits-, Hafen-, Fischereipolizei). Aufgrund dieser Entwicklung wurden auch von staatlichen Polizeibehörden wahrgenommene staatliche Aufgaben auf Gemeindenpolizeiverwaltungen übertragen.
Konsolidierend wirkte auch die Einführung der Reichsjustizgesetze im Jahre 1878. Den Polizeien der Bundesstaaten wurde reichsweit durch § 163 Strafprozessordnung die Aufgabe erteilt, strafbare Handlungen zu untersuchen (Legalitätsprinzip). Dabei stellten sie Ermittlungen an und trafen, um die Verdunkelung der Sache zu verhindern, Anordnungen, die keinen Aufschub duldeten (repressive Generalklausel). Des Weiteren bestellte das Gerichtsverfassungsgesetz unter anderem bestimmte Dienstränge der Polizei zu Hilfsbeamten der Staatsanwaltschaft. In dieser Eigenschaft konnte die Polizei in Eilfällen sonst dem Richter oder dem Staatsanwalt vorbehaltene Maßnahmen treffen (z. B. Durchsuchung der Wohnung, sonstiger Räume, der Person oder deren Sachen zum Zwecke der Ergreifung eines einer Straftat Verdächtigen durch einen Hilfsbeamten der Staatsanwaltschaft). Damit hat das Reich mit der Strafprozessordnung repressives Vorgehen der Polizei weitgehend abschließend geregelt (Ausnahme: polizeiliche Strafverfügungen bei Übertretungen).
Vom Beginn des Kaiserreichs wuchs der Personalbestand der Polizei von gut 6000 auf mehr als 22.000 Personen an, also um mehr als 800 Prozent. Dies war vor allem auf eine starke Vergrößerung des Polizeikörpers in den größeren Städten zurückzuführen, wobei die Polizistenschaft Berlin mit ihrer bereits zuvor erheblichen Personalausstattung vergleichsweise geringfügig anwuchs. Die Rekrutierung ging zunehmend vom alten Muster der Einstellung ehemalige Unteroffiziere ab. Verstärkt und schließlich dominierend wurden Zivilisten gezielt für den Polizeidienst ausgebildet. Um das Jahr 1900 herum war die Berliner Kriminalpolizei als größte im Reichsgebiet rund 450 Beamte stark.
1903 wurde Henriette Arendt in Stuttgart als erste Polizistin Deutschlands eingestellt.

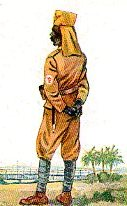
Polizei-Askari in Deutsch-Ostafrika um 1910

In den deutschen Kolonien Togo, Kamerun, Deutsch-Südwestafrika, Deutsch-Ostafrika und den Südseegebieten existierten von ca. 1890 bis 1914/15 Kolonialpolizeien, die sich in der Regel aus afrikanischen Polizisten und Unteroffizieren und deutschen bzw. europäischen Offizieren und Unteroffizieren zusammensetzten. In Deutsch-Ostafrika wurden die afrikanischen Polizisten als Askaris bezeichnet. Eine Sonderstellung nahm die 1907 gegründete Kaiserliche Landespolizei für Südwestafrika ein, die sich praktisch ausschließlich aus europäischen Unteroffizieren und Offizieren zusammensetzte und in der zum ersten Mal in der deutschen Polizeigeschichte die Funktionen der Gendarmerie und Kommunalpolizei zusammengefasst wurden. 1914 besaßen diese Polizeitruppen eine Gesamtstärke von ca. 5000 Mann. In Kiautschou existierte eine besondere Chinesenpolizei, die nur für den chinesischen Bevölkerungsteil zuständig war. Im Zuge des Ersten Weltkriegs wurden diese Polizeieinheiten aufgelöst.
Der Erste Weltkrieg strapazierte die Arbeitsfähigkeit der Polizei stark, da der Personalbestand zugunsten des Militärs verringert wurde, das Militär nur noch eingeschränkt zur Unterstützung der Polizei zur Verfügung stand und kriegsbedingte Zusatzaufgaben auf die Polizei zukamen.

### Polizei in der Weimarer Republik 1918–1933

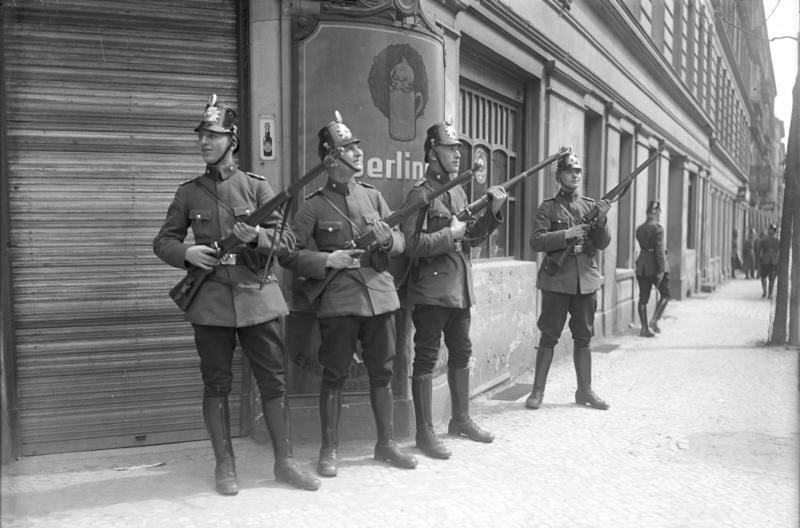
Polizisten in Berlin während der Mai-Unruhen 1929

Während der Novemberrevolution wurden die verbleibenden Polizeieinheiten größtenteils und meist widerstandslos von revolutionären, sozialistischen Verbänden entwaffnet. Innerhalb weniger Tage brachen die Strukturen der Polizei zusammen. Kurz darauf nahmen viele Polizisten nach Aufforderung der neuen Regierungs- und Verwaltungsstellen die Arbeit aber wieder auf. Gegenüber den bürgerkriegsartigen Auseinandersetzungen zwischen bewaffneten sozialistischen Verbänden und Freikorps sowie auch gegenüber der stark zunehmenden allgemeinen Kriminalität war die Polizei aber kaum durchsetzungsfähig. Vielerorts übernahmen neben Sozialisten und Freikorps auch politisch mehr oder minder neutral eingestellte bewaffnete Bürgerwehren oder spontan gebildete Verbände ehemaliger Soldaten Sicherheitsaufgaben. Erst mit der Zerschlagung der sozialistischen Einheiten im Frühjahr 1919, der weiteren Konsolidierung Mitte des Jahres 1919 und der Ausformulierung der Verfassung etablierte sich wieder eine funktionsfähige Polizei.
Art. 9 Abs. 2 der Weimarer Reichsverfassung erlaubte dem Reich, bei Vorliegen eines Bedürfnisses für eine einheitliche Regelung das Polizeiwesen zu „verreichlichen“ (d. h. auf Reichsebene zu heben). Davon wurde aber erst unter dem NS-Regime Gebrauch gemacht, sodass die Polizei, soweit sie präventiv tätig wurde, Ländersache blieb.
Im Verlauf des Jahres 1919 wurde in den meisten preußischen Provinzen die staatliche Polizei in eine schwer bewaffnete, paramilitärische, grün uniformierte Sicherheitspolizei und in eine blau uniformierte, ziviler auftretende Ordnungspolizei gegliedert. Darüber hinaus bestanden weiter kommunale Polizeien in großen Städten (einschließlich Kriminalpolizei). Die vormalige Gendarmerie wurde bereits 1919 in die Landjägerei überführt. Das Personal der Sicherheitspolizei rekrutierte sich größtenteils aus den Freikorps und den Bürgerwehren. Im März 1920 schlug die Rote Ruhrarmee im Rahmen des Ruhraufstands die dortige Sicherheitspolizei vernichtend. Nachdem Freikorps den Ruhraufstand niedergeschlagen hatte, beteiligten sich auch Mitglieder der Sicherheitspolizei an Gewaltakten gegen die dortige Bevölkerung. Am 22. Juni 1920 verbot die Interalliierte Militär-Kontrollkommission jedoch die Sicherheitspolizei und erzwang deren Auflösung, die im Oktober 1920 vollzogen wurde.
Daraufhin wurde im preußischen Innenministerium der Verwaltungsjurist und spätere Staatssekretär Wilhelm Abegg mit der Neuorganisation der Polizei beauftragt. Abegg gilt damit als der Begründer der modernen deutschen Polizei. Am 20. November 1920 ging aus Abeggs Arbeit ein Erlass hervor, der Ordnungs- und Sicherheitspolizei zu einer Schutzpolizei zusammenführte. Dabei blieben einige Einheiten, die sich vor allem aus jungen Polizisten am Anfang ihrer Karriere zusammensetzten, und behielten damit einen paramilitärischen Charakter. Zusammen mit der bestehenden Kriminalpolizei bildete sie die sogenannte Einheitspolizei. Daneben standen die Verwaltungspolizei, die Meldewesen, Gewerbe- und Gesundheitsaufsicht ausführte, die weiter bestehenden Landjäger und die Politische Polizei als Inlandsgeheimdienst. Der Polizeierlass wurden in den übrigen deutschen Ländern nahezu unverändert übernommen. Die Interalliierte Militär-Kontrollkommission genehmigte der deutschen Polizei eine Gesamtgröße von 150.000 Mann, rund 50.000 Mann mehr als für die Reichswehr zugelassen waren. Die Schutzpolizei machte dabei den mit Abstand größten Polizeikörper aus, in Preußen rund zwei Drittel des gesamten Personalbestands. Die Märzkämpfe in Mitteldeutschland 1921 versuchte die Polizei zunächst durch Deeskalation zu befrieden, schlug den Aufstand dann aber mit massiven militärischen Mittel nieder. Gegen den Hamburger Aufstand 1923 ging die Polizei unmittelbar militärisch vor.
Von 1921 an wurden reichsweit Polizeischulen und Polizeiberufsschulen eingerichtet. Damit entstand erstmals eine strukturierte, wenn auch weiterhin weitgehend militärisch ausgerichtete Ausbildung. Diese hatte zuvor, wenn überhaupt, meist in den jeweiligen Einheiten für neu eingestellte Polizisten parallel zur Alltagsarbeit stattgefunden. Zunächst waren die Schulen vor allem mit der Nachbildung bereits im Dienst befindlicher Polizisten ausgelastet. 1923 nahm die Höhere Polizeischule Potsdam-Eiche ihren regulären Betrieb zur Ausbildung der Polizeioffiziere auf.
Den Leitspruch „Die Polizei – Dein Freund und Helfer“ etablierte spätestens 1926 der preußische Innenminister Albert Grzesinski, der im Vorwort eines Buches zur Berliner Polizeiausstellung 1926 die Devise für die Polizei verbreitete, „ein Freund, Helfer und Kamerad der Bevölkerung zu sein.“ Innenminister Carl Severing (zurückgetreten am 6. Oktober 1926) hatte auf ein republikanisches Polizeiethos hingearbeitet. Der Ausdruck „Freund und Helfer“ wird oft mit Heinrich Himmler in Verbindung gebracht, der ab 1936 Reichsführer SS und Chef der Deutschen Polizei war. Himmler hatte in dem Buch Die Polizei – einmal anders (1937) von Helmuth Koschorke im Geleitwort geschrieben: „Unser größtes Ziel ist es, vom Verbrecher ebenso sehr gescheut wie vom deutschen Volksgenossen als vertrauensvoller Freund und Helfer angesehen zu werden!“ Die Maxime dient heute nicht mehr als Slogan der Polizei. Bis 1926 versuchte insbesondere Severing die Polizei, wie die übrige preußische Verwaltung, zu demokratisieren und in die Gesellschaft hinein zu öffnen. Dazu sollten unter anderem eine letztlich kaum erfolgreiche Nachwuchswerbung im Arbeitermilieu und die Internationale Polizeiausstellung 1926 sowie andere öffentliche Veranstaltungen dienen.
Wegweisend für die weitere Entwicklung des Polizeirechts war das Preußische Polizeiverwaltungsgesetz (PrPVG) vom 1. Juni 1931. Es umfasste hauptsächlich vorbeugende Aufgaben der Polizei; repressiv waren nur die polizeilichen Strafverfügungen bei Übertretungen. Die Entstehung des PrPVG wurde von Bill Drews beeinflusst, der ab Mai 1919 Preußischer Staatskommissar für die Verwaltungsreform wurde. Ab 1928 wurden die Arbeiten am Gesetzesentwurf intensiviert. Christian Kerstiens und Robert Kempner, die zuständigen Referenten im Preußischen Innenministerium, knüpften an die Vorarbeiten Drews an und setzten die inhaltlichen Komponenten und die bereits umgesetzten Strukturreformen bei der preußischen Polizei durch dieses Gesetz um. Für Preußen wurde die Beschränkung der Polizei auf die Gefahrenabwehr durch die vorbeugende polizeiliche Generalklausel des § 14 des Preußischen Polizeiverwaltungsgesetzes neu formuliert. Sie ist damit Vorläufer der heutigen Generalklausel. Abs. 1 lautet: „Die Polizeibehörden haben im Rahmen der geltenden Gesetze die nach pflichtgemäßem Ermessen notwendigen Maßnahmen zu treffen, um von der Allgemeinheit oder dem Einzelnen Gefahren abzuwenden, durch die die öffentliche Sicherheit oder Ordnung bedroht wird.“ Abs. 2 bestimmte Folgendes: „Daneben haben die Polizeibehörden diejenigen Aufgaben zu erfüllen, die ihnen durch Gesetz besonders übertragen sind.“ Diese Vorschrift verweist insbesondere auf die Wahrnehmung strafprozessualer Zuständigkeiten durch die Polizeibehörden.
1927 wurde mit dem Polizeibeamtengesetz die Praxis beendet, nach der Polizisten in der Regel nur für zwölf Jahre (unter Einrechnung des Kriegsdiensts) als Beamte auf Zeit eingestellt und danach wieder entlassen wurden, falls sie nicht eine der wenigen langfristigen Beamtenstellen erhielten. Dies galt allerdings nur für neu eingestellte Polizisten.
Das PrPVG erhielt auch Ermächtigungsgrundlagen für vorbeugende Polizeiverordnungen des Innenministers und der Fachminister im Benehmen mit dem Innenminister, der Oberpräsidenten, des Berliner Polizeipräsidenten, der Regierungspräsidenten, der Landräte und in Städten mit mehr als 5000 Einwohnern auch der Ortspolizeibehörde (Ortspolizeipfleger). Im repressiven Bereich regelte das PrPVG den durch die StPO offenen gelassenen Bereich der Polizeistrafen bei Übertretungen. Das PrPVG enthielt auch einen organisationsrechtlichen Teil und Vorschriften über die örtliche und sachliche Zuständigkeit der einzelnen Polizeibehörden, Vorschriften über die Zwangsvollstreckung polizeilicher Verfügungen und Verordnungen und ein Polizeihaftungsrecht.
In den frühen 1930er Jahren wurden die Kräfte der Polizei zusehends durch die immer gewaltsamer werdenden politischen Auseinandersetzungen gebunden. Zudem war die Polizei von 1930 an von der strikten Sparpolitik von Reichskanzler Heinrich Brüning betroffen, die eine Kürzung von Besoldung und Pensionsansprüchen mit sich brachte.
In Thüringen erhielt die NSDAP durch Innenminister Wilhelm Frick von Januar 1930 bis April 1931 erstmals institutionellen Zugriff auf die Polizei. Frick nutzte seine Amtszeit, um Nationalsozialisten im Polizeidienst gezielt zu befördern und NS-Zellen in der Polizei des Landes zu bilden. Ähnliche Vorgänge folgten in Mecklenburg. Für den am 20. Juni 1932 ausgeführten Preußenschlag, also die Entmachtung der Landesregierung im größten deutschen Land durch die Reichsregierung, war die Kontrolle über die dortige Polizei ein wichtiges Ziel. Eine der ersten Aktionen in diesem Rahmen war die Entlassung der obersten Polizeiführung Preußens. Die Berliner und Brandenburgische Schutzpolizei wurde unmittelbar dem Reichswehrministerium unterstellt. Im Juli 1932 wurde die bis dahin verbotene Mitgliedschaft von Beamten in der NSDAP wieder erlaubt. Bis zum Herbst folgte die Entfernung von 22 der 24 sozialdemokratischen Polizeipräsidenten und -direktoren.

### Polizei im Nationalsozialismus 1933–1945

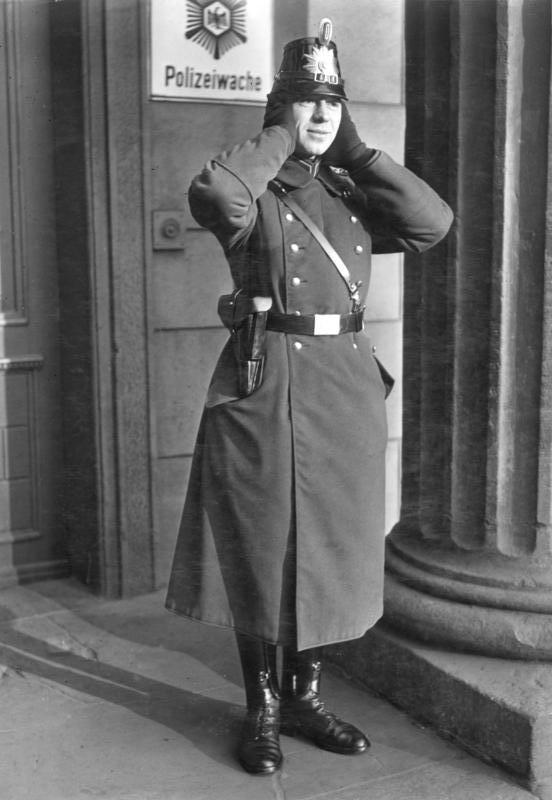
Polizist mit Wintermantel in Berlin, 1937

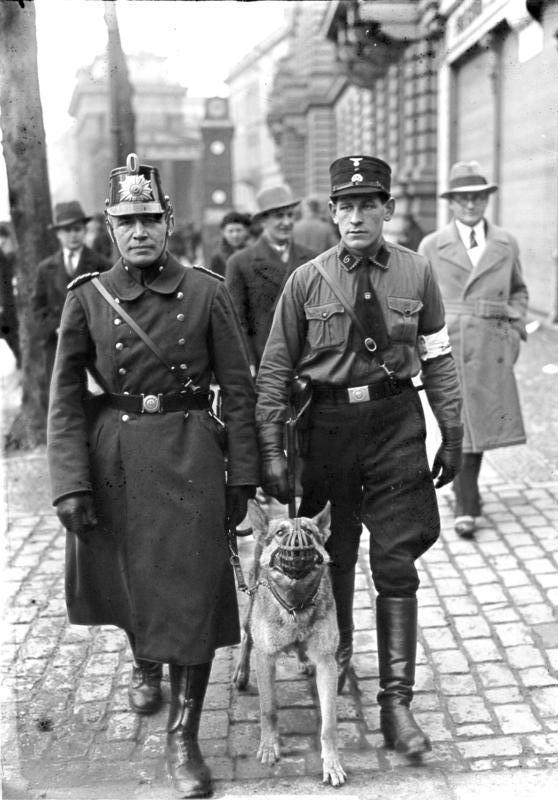
Schupo und Hilfspolizist (SS) bei der Reichstagswahl im März 1933 in Berlin

In der Weimarer Republik lagen die Aufgaben der politischen Polizei bei Abteilungen der Polizeipräsidien und der Landeskriminalpolizeiämter und unterstanden damit den Weisungen der Länderinnenminister und ihren nachgeordneten Dienststellen. Bereits während der Weimarer Republik hat sich die Abteilung IA des Berliner Polizeipräsidiums (Politische Polizei und Spionageabwehr) zu einer reichsweiten Zentrale für politische Angelegenheiten entwickelt. Nach der NS-Machtübernahme wurde im April 1933 in Preußen das Geheime Staatspolizeiamt (Gestapa) für politische Sachen gegründet; im November 1933 wurden durch Gesetze die politischen Abteilungen aus den Polizeipräsidien herausgelöst und als eine Geheime Staatspolizei (Gestapo) verselbständigt. Die Gestapo war nun nicht mehr Teil der allgemeinen und inneren Verwaltung, sondern ein selbständiger Exekutivzweig. Das hatte zur Folge, dass die Gestapo nicht mehr dem preußischen Innenminister und den Regierungspräsidenten, sondern dem Geheimen Staatspolizeiamt unterstellt wurde, das seinerseits nicht im Geschäftsbereich des preußischen Innenministeriums angesiedelt war, sondern Ministerpräsident Hermann Göring unmittelbar nachgeordnet wurde. An die Stelle des Polizeipräsidenten von Berlin und der Regierungspräsidenten traten die Gestapo-Leitstellen. Im Februar 1933 ließ Hermann Göring eine Hilfspolizei aufstellen. Dabei wurden rund 50.000 Hilfspolizisten vor allem aus Personal der SA, der SS und des Stahlhelm-Verbands eingestellt, was zur weiteren Durchdringung der Polizei mit Nationalsozialisten beitrug. Mit der Reichstagsbrandverordnung vom 28. Februar 1933 erhielt die Polizei mit der sogenannten Schutzhaft nahezu unbegrenzte Möglichkeiten zur Inhaftierung von Menschen.
Eine von Preußen ausgehende Zentralisierung (mit Zentralen in Berlin) und Gleichschaltung der Polizei wurde formal erst am 17. Juni 1936 durch Führererlass vorgenommen. Zuvor gelang es Heinrich Himmler, der ab dem 9. März 1933 Polizeipräsident von München und ab April Referent und Kommandeur der Bayerischen Politischen Polizei wurde, zusammen mit Reinhard Heydrich, dem Chef des politischen Referats des Münchner Polizeipräsidiums, in den meisten deutschen Ländern die Politische Polizei in Personalunion zu übernehmen. Am 20. April 1934 wurde Himmler Vizechef der Gestapo in Preußen. Am 17. Juni 1936 wurde durch Führererlass die Polizei verreichlicht und Himmler Chef der Deutschen Polizei im Reichsministerium des Inneren. Dadurch erhielt Himmler gegen den Widerstand Hermann Görings auch Leitungsbefugnis über die Geheime Staatspolizei. Als Chef der Deutschen Polizei war Himmler Staatssekretär im Reichsinnenministerium und nunmehr Reichsinnenminister Wilhelm Frick formal unterstellt.
Alsbald nach der Ernennung Himmlers zum Chef der Deutschen Polizei wurde die Polizei in die Ordnungspolizei (OrPo) unter dem Kommando von Polizeigeneral (später Generaloberst der Polizei und SS-Obergruppenführer) Kurt Daluege überführt, die die öffentliche Sicherheit und Ordnung zu wahren hatte, sowie in die Sicherheitspolizei (SiPo) unter Reinhard Heydrich, die zur Erforschung strafbarer Handlungen berufen war (die Behördenbezeichnung SiPo war irreführend). Die Orpo gliederte sich ihrerseits in die Schutzpolizei (SchuPo), die Gemeindepolizei und die Gendarmerie; die SiPo bestand aus der nun reichsweit agierenden Geheimen Staatspolizei, der Kriminalpolizei und dem Preußischen Kriminalpolizeiamt, das ab Juli 1937 zum Reichskriminalpolizeiamt aufstieg. Der OrPo wurden später auch die Feuerwehr als Feuerlösch- bzw. Feuerschutzpolizei und die bereits seit den 1920er Jahren bestehende Technische Nothilfe zugeordnet. Die Struktur innerhalb der Ordnungspolizei wurde immer weitläufiger. Die Struktur der Geheimen Staatspolizei mit Stapo-Leitstellen und nachgeordneten Stapo-Stellen wurde bald nach der Eingliederung in die Sipo auch auf die Kriminalpolizei übertragen.
Nach dem Prozess der „Verreichlichung“ wurde die Polizei der NSDAP-Organisation Schutzstaffel (SS) angegliedert und somit ein Werkzeug der Führergewalt unter gleichzeitigem Wegfall rechtlicher Bindungen, dies weil Himmler in Personalunion Reichsführer SS war und auch Heydrich einen hohen SS-Rang bekleidete. Im September 1939 wurde das Reichssicherheitshauptamt (RSHA) errichtet, in welchem das Hauptamt OrPo, das Hauptamt SiPo und der Sicherheitsdienst des Reichsführers SS (SD) verschmolzen wurden. Das RSHA war dem Chef der Deutschen Polizei im RMI nachgeordnet und wurde von Heydrich geleitet. Himmlers Plan, die Sicherheitsorgane der Partei (SS und SD) und des Staates (Sipo) unter einem Dach zu vereinigen, wurde ab 1939 nur halbherzig mit der Gründung des Reichssicherheitshauptamtes entsprochen. Die SS war weiterhin eigenständig; lediglich der SD ging im RSHA auf. Neben diesem war unter Führung Heydrichs auch die Kripo (als Reichskriminalpolizeiamt) und die Gestapo im Amt zu finden, wobei die Kripo von Arthur Nebe und die Gestapo von Heinrich Müller geleitet wurde. 1941 suchte man per Aufruf-Plakat Freiwillige sowohl für die Waffen-SS als auch für die Deutsche Polizei. Beide Organisationen blieben eigenständig, arbeiteten aber eng zusammen.
Die Gestapo beanspruchte innerhalb des RSHA die Führungsrolle, die Beamten der Gestapo waren bei denen der Kripo nicht besonders hoch angesehen, da die meisten Gestapo-Beamten nicht aus fachlichen Gründen ausgewählt wurden, sondern wegen ihrer Rolle als „alte Kämpfer“. Jedoch gab es innerhalb der Gestapo auch viele Beamte, die aus politischen Polizeibehörden der Länder übernommen wurden.
Für ein zukünftiges deutsches Kolonialreich begannen um 1937 Planungen für eine Kolonialpolizei. 1941 wurde die Kolonialpolizeischule Oranienburg eingerichtet, an der nachweislich zwei Lehrgänge stattfanden. Eine weitere Schule befand sich in Wien. Das Projekt wurde aufgrund der Kriegslage 1943 aufgegeben.

### Besetztes Deutschland 1945–1949

Deutschland aufgeteilt in die vier Besatzungszonen

Nach Kriegsende formierte sich in Deutschland nur langsam wieder eine geordnete Verwaltung. Dies ging von Ort zu Ort höchst unterschiedlich voran. Daheimgebliebene überzeugte Parteigenossen räumten in der Regel ebenso still und leise ihre Büros, wie Kriegsheimkehrer ihre ehemaligen Wachstuben wieder übernahmen und in ihren umgefärbten Uniformen der Wehrmacht (ohne Abzeichen) oder in zivil mit selbstgebastelten Armbinden (beispielsweise „MG Police“ für Military Government Police) oder Polizeiabzeichen einen Dienstbetrieb aufnahmen.
Die Entwicklung der Polizei bis zur Gründung der Bundesrepublik Deutschland sowie der Deutschen Demokratischen Republik lief sehr unterschiedlich ab. Die Weichenstellungen, die die Besatzungsmächte in dieser Zeit machten, beeinflusst die Polizeiorganisation in den einzelnen Ländern teilweise noch heute.

#### Amerikanische Besatzungszone
Unmittelbar nach Einnahme der Gebiete durch die US-Streitkräfte übernahmen die US-Militärpolizeien die Polizeiaufgaben, wobei es hier ebenfalls sehr vielfältige Varianten gab. Jede amerikanische Teilstreitkraft besaß eine eigene Militärpolizei mit Kriminalpolizei. Zusätzlich wurde speziell für den Dienst in der Besatzungszone die United States Constabulary aufgestellt, die von 1946 bis 1952 bestand.

#### Britische Besatzungszone
Auch in der britischen Besatzungszone übernahm zuerst die Militärpolizei die Polizeiaufgaben. Schon Mitte 1945 wurde die Polizei durch die Einstellung von schnellausgebildeten deutschen Polizisten reorganisiert. Der Polizeiaufbau erfolgte nach britischem Vorbild mit weitgehend dezentralisierter Struktur. Es entstanden Stadt- und Regionspolizeien, die von Polizeiausschüssen unter kommunaler Hoheit kontrolliert wurden. Gründe für diese uneinheitliche Struktur waren insbesondere alliierte Bedenken gegen eine zu große Machtfülle der Polizei und Befürchtungen vor einem militärischen Charakter.
In Niedersachsen wurde die durch Besatzungsrecht vorgegebene Struktur auch nach 1947 beibehalten, als die britische Militärregierung die Polizei gemäß dem Übergangsgesetz vom 23. April 1947 an deutsche Stellen übergab. Erst das Polizeigesetz Niedersächsisches Gesetz über die öffentliche Sicherheit und Ordnung (SOG) vom 1. April 1951 schuf eine einheitliche niedersächsische Polizei.

#### Französische Besatzungszone
In der französischen Besatzungszone übernahm zuerst nur die Militärpolizei die Polizeiaufgaben. Nach der Entnazifizierung wurde auch in der französischen Zone der Aufbau von kommunalen Polizeien begonnen. Französische Gendarmen waren außerdem mit den Polizeidiensten in den besetzten Gebieten betraut.

#### Sowjetische Besatzungszone
Auch in den durch die Sowjetarmee besetzten und den später von den Westalliierten an die sowjetische Besatzungszone gemäß den Vereinbarungen von Jalta übergebenen Gebiete wurden Polizeiaufgaben von der sowjetischen Militärpolizei übernommen. Diese hatte noch bis zum 2. Oktober 1990 volle Polizeibefugnisse in der DDR.
Die deutsche Polizei wurde in der sowjetischen Besatzungszone nach der Entnazifizierung und der notwendigen politischen Schulung der Beamten sehr zentralistisch ausgerichtet organisiert.

### Deutsche Demokratische Republik (DDR) 1949–1990

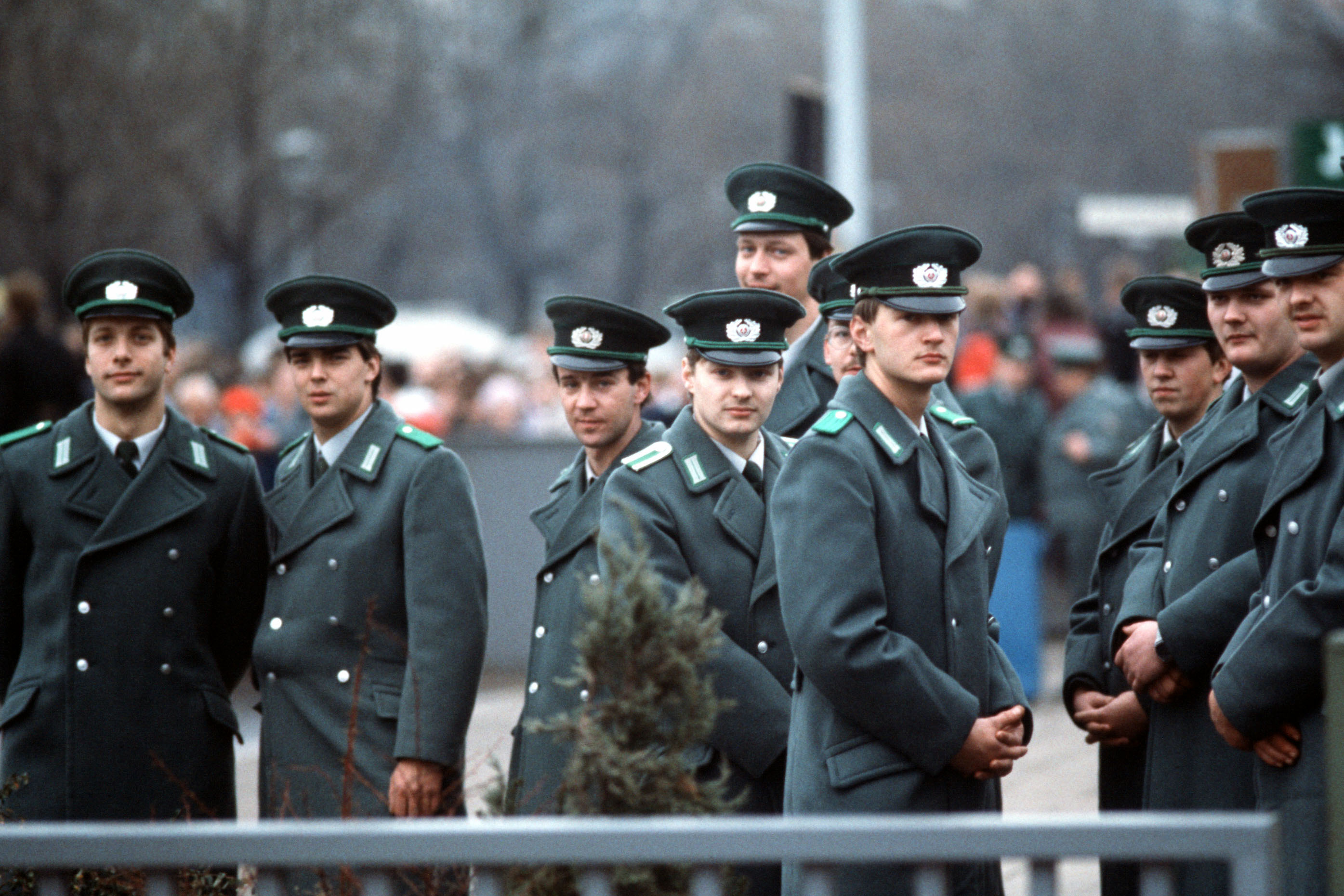
Volkspolizisten bei der Öffnung des Brandenburger Tores, 1989

In der Deutschen Demokratischen Republik war die Polizei sehr straff militärisch organisiert.
Die Volkspolizei unterstand dem Innenministerium der DDR. Die Grenztruppen waren hingegen dem Verteidigungsministerium der DDR unterstellt und besaßen die alleinige Polizeigewalt im mehrere Kilometer breiten Grenzbereich. An der Schranke aus dem Inneren der DDR kommend zur Einfahrt in diesen Grenzbereich endete das Zuständigkeits- und Befugnisgebiet der Volkspolizei und begann das der Grenztruppen und der Grenzpolizei.
Die Volkspolizei wurde mit Ablauf des 2. Oktober 1990 aufgelöst und zur Neuordnung des Polizeiwesens in den neuen fünf Ländern als jeweilige Landespolizei übernommen. Die Grenztruppen und die Grenzpolizei hörten auf zu existieren, das Personal wurde teilweise vom Bundesgrenzschutz übernommen.

### Bundesrepublik Deutschland 1948–1990

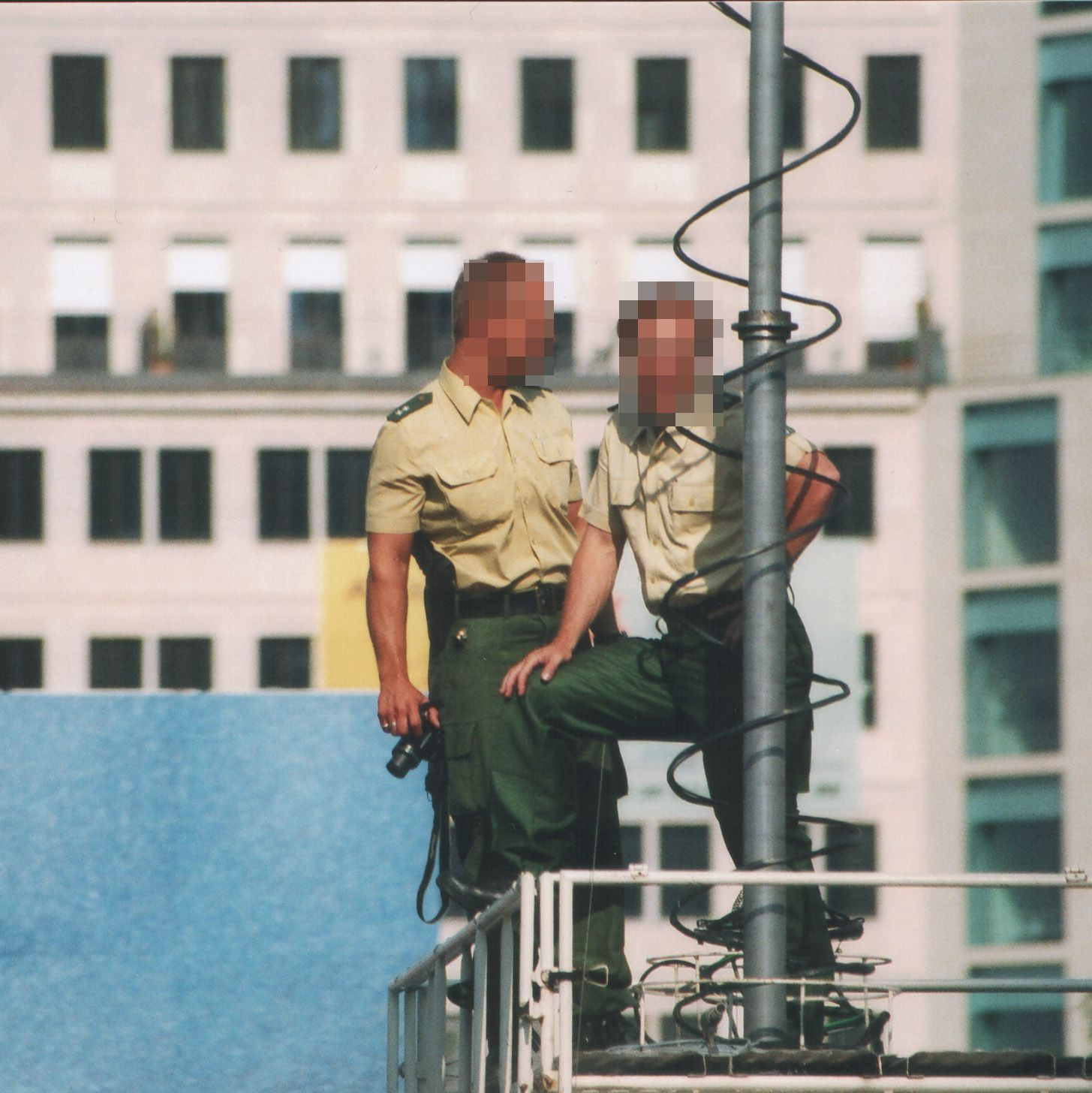
Polizisten der Berliner Polizei

Als die Bundesrepublik Deutschland am 23. Mai 1949 gegründet wurde, war der Aufbau der Landespolizeien weitgehend abgeschlossen. Dem Bund waren anfangs nur wenige spezialpolizeiliche Befugnisse zugestanden worden, im Wesentlichen solche des Grenzschutzes und die einer kriminalpolizeilichen Nachrichtensammelstelle. Das Grundgesetz bestätigte die Polizeihoheit der Länder, die schon von den Westalliierten angeordnet worden war. Infolgedessen waren nur Bundesgrenzschutz, seit 2005 Bundespolizei, und Bundeskriminalamt Polizeien des Bundes. In die Bundeskompetenz fielen außerdem die Hausinspektion der Verwaltung des Deutschen Bundestages, seit 1994 Polizei beim Deutschen Bundestag, und der Inspekteur der Bereitschaftspolizeien der Länder, nachdem die Bereitschaftspolizei durch ein Verwaltungsabkommen ins Leben gerufen worden waren. Weitere Sonderpolizeien waren Bahnpolizei und der Betriebssicherungsdienst der Deutschen Bundespost, die in der Bundespolizei aufgingen.
Seit den 1980er Jahren ist in der Bundesrepublik Deutschland auch Frauen der Zugang zum uniformierten Polizeidienst erlaubt, wobei die Öffnung dieses Berufes nicht bundesweit gleichzeitig geregelt wurde, sondern in den Ländern zeitlich unterschiedlich erfolgte. Bayern war hierbei das letzte Land (1990).

### Bundesrepublik Deutschland ab 1990
Seit 1994 nehmen Polizeibeamte der Länder an internationalen Einsätzen teil (zum Beispiel UNMIK). Einsätze vor dieser Zeit waren Aufgaben wie die der Identifizierung von im Ausland bei Naturkatastrophen oder Flugzeugabstürzen umgekommenen Personen oder der Fahndung nach Personen, die sich ins Ausland abgesetzt hatten.

### Historische Polizeien
- Freiwillige Polizei-Reserve Berlin (1961–2002)
- (Groß)herzoglich oldenburgisches Landdragonerkorps (1817–1867)
- Großherzoglich Oldenburgisches Gendarmeriekorps (1867–1936)
- Herzoglich Oldenburgisches Dragonerkorps (1813–1817)
- Polizeidragonerkorps des Herzogtums Oldenburg (1786–1811)

### Sammlungen
- Polizeigeschichtliche Sammlung der Thüringer Polizei im Bildungszentrum der Thüringer Polizei in Meiningen
- Polizeihistorische Sammlung Berlin
- Polizeigeschichtliche Sammlung Niedersachsen
- Polizeigeschichtliche Sammlung Bayern in Bamberg (demnächst Ingolstadt)
- Museum der bayerischen Polizei in Ingolstadt
- Polizeihistorischen Sammlung der Landespolizei Sachsen-Anhalt
- Polizeigeschichtliche Sammlung im Polizeipräsidium Dortmund
- Polizeimuseum Stuttgart des Polizeihistorischen Vereins Stuttgart

## Aufgaben
Gesetzlicher Auftrag der Polizei ist die Aufrechterhaltung der öffentlichen Sicherheit und Ordnung. Als Strafverfolgungsbehörde geht sie gegen ordnungswidrige und strafbare Handlungen vor, ermittelt Täter und analysiert Tatmuster. Eine weitere Aufgabe ist die Gefahrenabwehr im Bereich der inneren Sicherheit, das heißt, die Verhütung oder Unterbindung von rechtswidrigen Handlungen jeder Art. Im Rahmen der Verkehrsüberwachung regelt sie Verkehrsströme und hat eine tragende Rolle in der Notfallhilfe (Notruf). Ferner betreibt die Polizei Kriminalprävention, um Straftaten bereits vor der Begehung erkennen und verhindern zu können.

### Trennung der Polizeiaufgaben

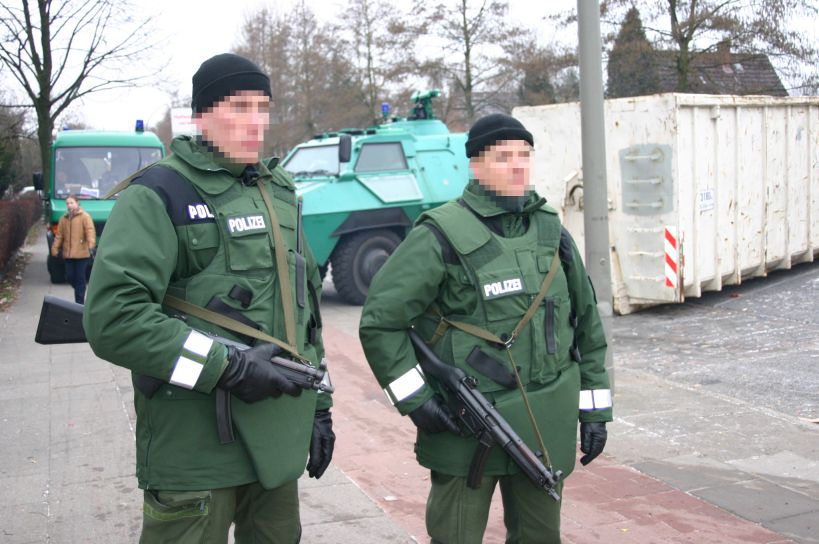
Polizisten der Hamburger Polizei mit Maschinenpistole Heckler & Koch MP5

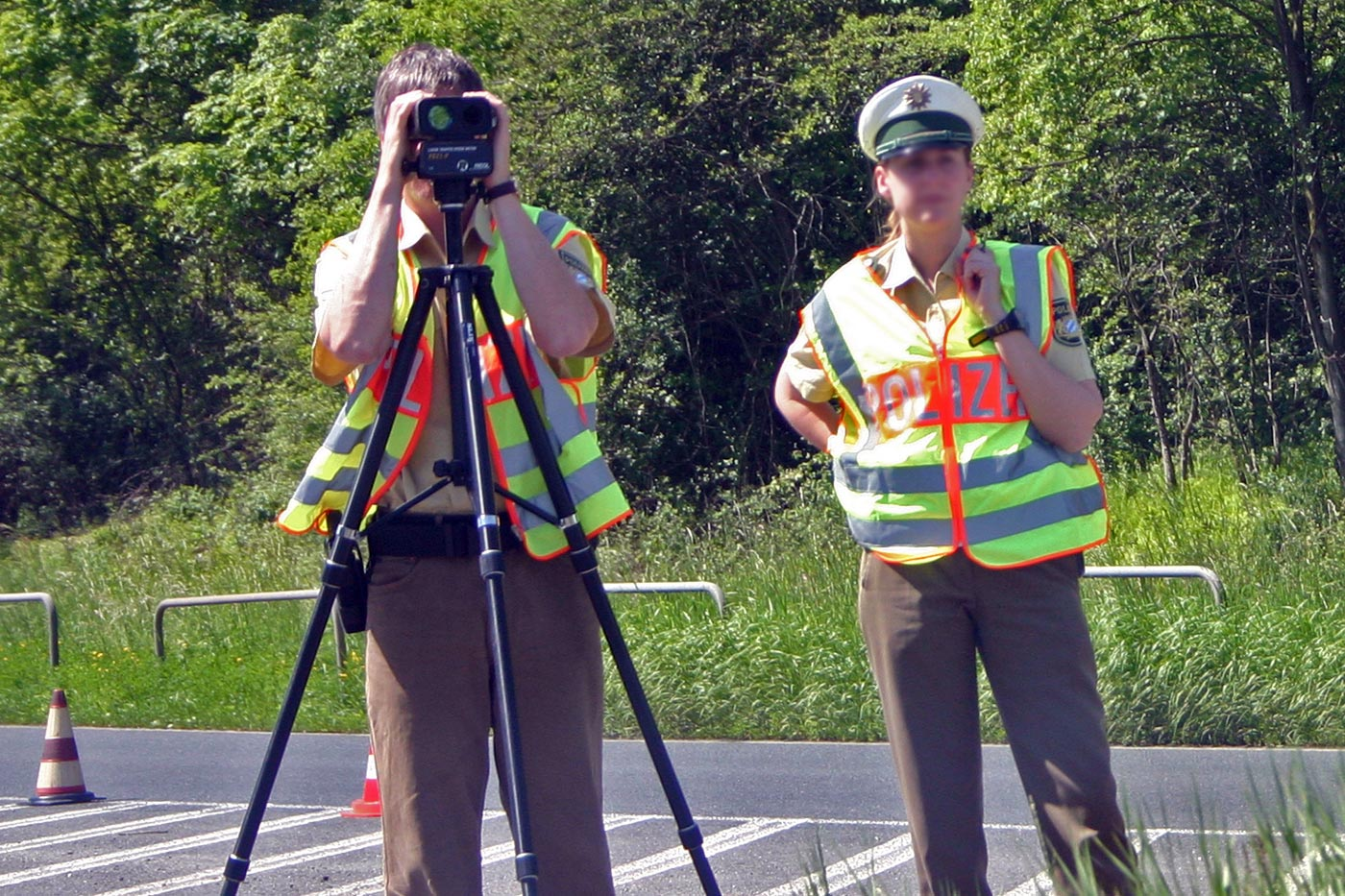
Polizeibeamte der Bayerischen Polizei bei Geschwindigkeitskontrolle mit Laserpistole

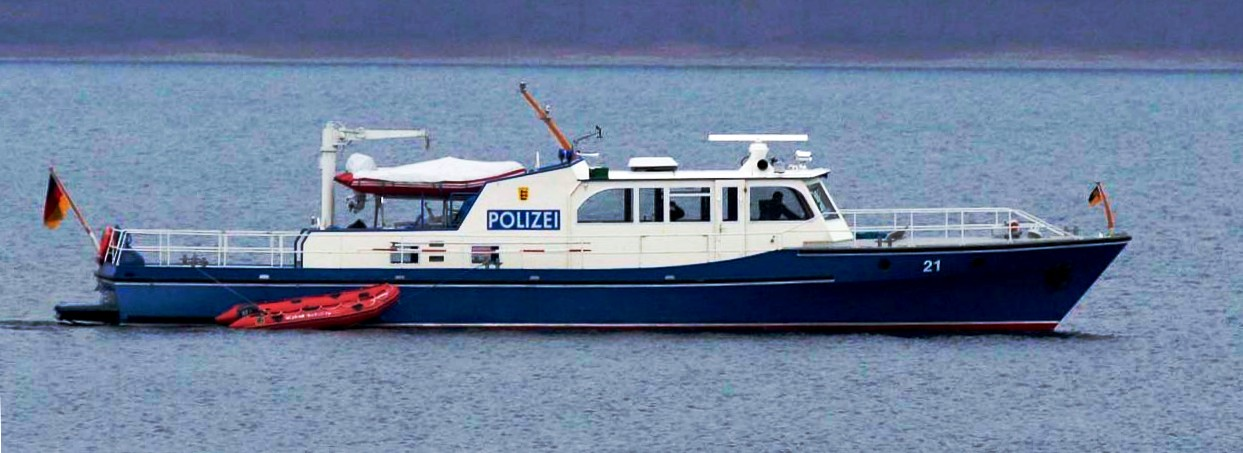
Boot der Wasserschutzpolizei Friedrichshafen auf dem Bodensee

Aus historischen Gründen wurden nach dem Zweiten Weltkrieg von den westlichen Alliierten die Polizeiaufgaben der deutschen Polizei geteilt: In den Polizeigesetzen (bzw. Sicherheits- und Ordnungsgesetzen) der meisten Länder wird die Polizei (im materiellen Sinne, d. h. die der Gefahrenabwehr dienende staatliche Tätigkeit) in Ordnungsbehörden (je nach Land auch Polizeiverwaltungsbehörden, Sicherheitsbehörden, Gefahrenabwehrbehörden oder Verwaltungsbehörden der Gefahrenabwehr genannt) und Vollzugspolizei (Polizeivollzugsdienst) untergliedert. Der Grad der Trennung dieser beiden Bereiche ist je nach Landesrecht unterschiedlich stark ausgeprägt. Es wird zwischen dem Einheitssystem mit weitem Polizeibegriff (so in Baden-Württemberg, Bremen sowie Saarland) und dem Trennungssystem mit weitergehender „Entpolizeilichung“ (alle anderen Länder; besonders deutlich ausgeprägt in Nordrhein-Westfalen) unterschieden. Im Polizeibrief der Westalliierten wurde auch die Trennung von Aufgaben der Polizei von denen der Verfassungsschutzbehörden bestimmt (Hintergrund: Geheime Staatspolizei). Anfangs gab es – vor allem in der amerikanischen Besatzungszone – auch noch die kommunale Polizei (Stadtpolizei). In der weiteren Entwicklung wurde die Polizei jedoch vollständig Aufgabe des Landes.
Ordnungsbehörde (in Baden-Württemberg, Bremen und Sachsen: Polizeibehörde, in Bayern und Sachsen-Anhalt: Sicherheitsbehörde) sind die Verwaltungsbehörden, die zur Gefahrenabwehr in der Regel „vom Schreibtisch aus“ schriftliche Verfügungen, Verwaltungsakte u. Ä. erlassen. Es gibt je nach Verwaltungsaufbau des Landes örtliche Ordnungsbehörden, Kreisordnungsbehörden und Landesordnungsbehörden (bzw. Orts-, Kreis-, Landes- und Oberste Landespolizeibehörden). Dabei handelt es sich in der Regel um die Gemeinden, Kreisverwaltungen (Landratsämter) bzw. Kreisfreien Städte, ggf. Landesmittelbehörden (Regierungspräsidien/Bezirksregierungen) und auf der obersten Ebene die jeweils fachlich zuständigen Ministerien. Die Aufgaben werden von einzelnen Ämtern wie dem Ordnungsamt, Bauordnungsamt (früher „Baupolizei“), Amt für Umweltschutz oder dem Gewerbeaufsichtsamt (früher „Gewerbepolizei“) für die Behörde wahrgenommen. In den Ländern mit Trennungssystem werden die Ordnungsbehörden nicht mehr unter den Begriff der „Polizei“ (im institutionellen Sinn) gefasst.
Vollzugspolizei (oder Polizeivollzugsdienst) ist der Teil der Polizei, der die Gefahrenabwehr in akuten Fällen „vor Ort“ vornimmt und mit der Verfolgung und Verhütung von Straftaten und Ordnungswidrigkeiten beauftragt ist. Weiterhin leistet sie für andere Behörden Amts- bzw. Vollzugshilfe. In den Ländern mit Trennungssystem wird nur der Teil des Polizeivollzugsdienstes „Polizei“ genannt. Unter dem Begriff versteht man insbesondere die Organisationseinheiten der uniformierten Schutzpolizei (SchuPo), die zivile Kriminalpolizei (KriPo), die Bereitschaftspolizei (BePo) und die Wasserschutzpolizei (WSP).

### Gefahrenabwehr

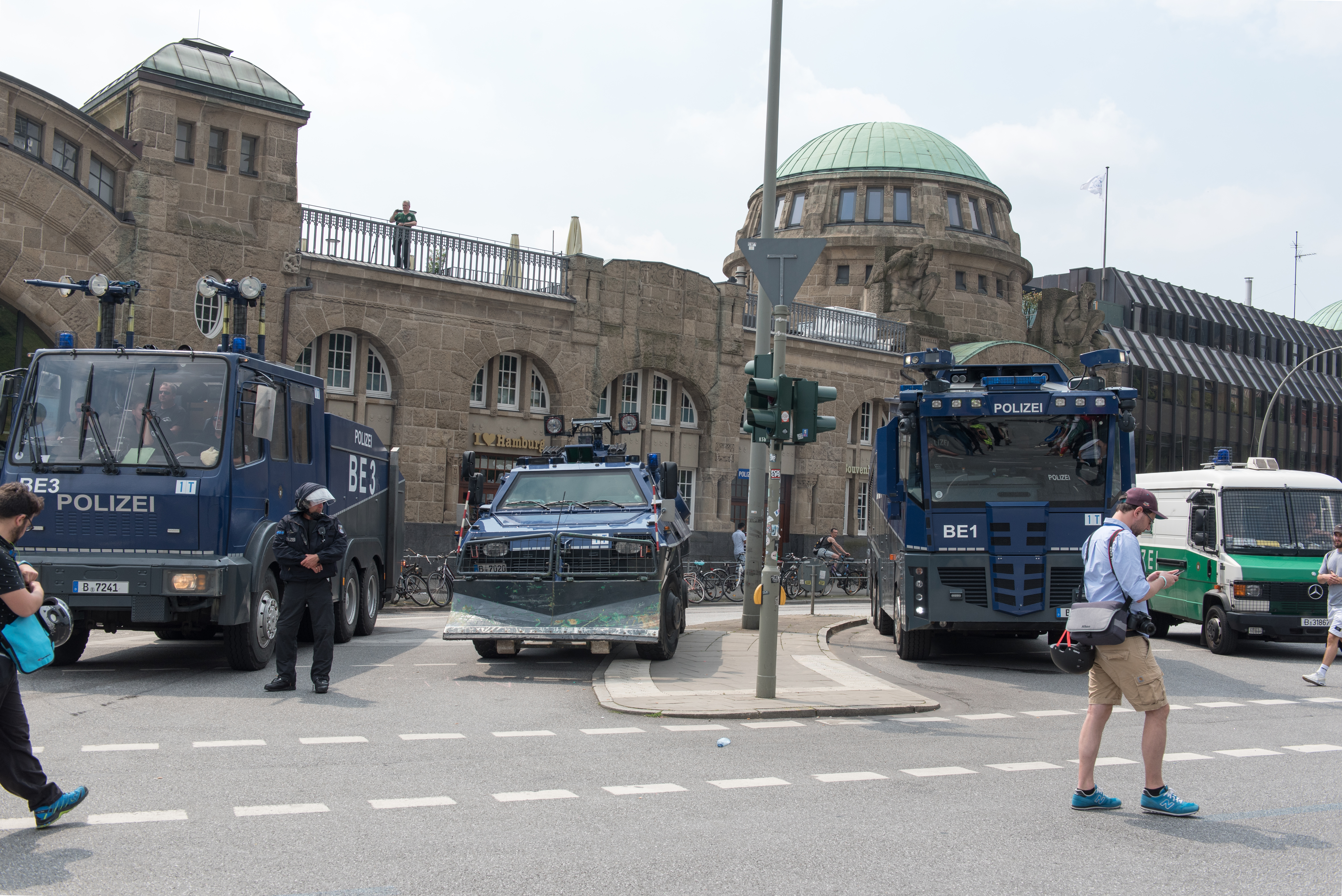
Verschiedene schwere Einsatzfahrzeuge zur Gefahrenabwehr bei einer Demonstration

Hauptaufgabe der Polizei ist nach den jeweiligen Polizeigesetzen des Bundes und der Länder zunächst die Gefahrenabwehr. In den Polizeigesetzen, die sich teilweise an dem gemeinsamen Musterentwurf der Innenministerkonferenz (MEPolG) ausrichten, werden die Aufgaben wie folgt definiert: „Die Polizei hat die Aufgabe, Gefahren für die öffentliche Sicherheit oder Ordnung abzuwehren (Gefahrenabwehr).“ Die Gefahrenabwehr ist originäre Aufgabe aller deutschen Polizeien.
Die Gefahrenabwehr hat präventiven Charakter, es soll eine für ein Rechtsgut bestehende Gefahr abgewehrt werden.
Diese Aufgaben werden durch Bestreifen der Gebiete und Einrichtungen wahrgenommen. Bei Ad-hoc-Sicherheitsstörungen wird ein Einsatz durch die Einsatzzentrale aufgebaut, die Polizeikräfte aufruft (zum Beispiel motorisierte Streifen des Einzeldienstes, Polizeiführer oder Einsatzhundertschaft).

### Strafverfolgung
Bei der Strafverfolgung unterliegt die Polizei dem Legalitätsprinzip, das sie zur Aufklärung und Verfolgung von Straftaten verpflichtet.
Zur Wahrnehmung dieser Aufgaben werden Polizisten ab einer bestimmten Amtsbezeichnung gemäß § 152 Abs. 1 GVG in Verbindung mit der jeweiligen Landesverordnung als Ermittlungspersonen der Staatsanwaltschaft zur Verfolgung von Straftätern und Aufklärung von Straftaten tätig (zugewiesene Aufgabe). In dieser Funktion können bestimmte Maßnahmen nach der Strafprozessordnung wie beispielsweise Beschlagnahme, Durchsuchung angeordnet und durchgeführt werden. Diese Aufgabe hat repressiven Charakter (Strafverfolgung).
Da die Staatsanwaltschaften keine eigenen ausführenden Organe haben und so „Kopf ohne Hände“ sind, wird die Strafverfolgung, insbesondere bei Gefahr im Verzug, von den Polizeien erledigt.

### Sonderfall Gemengelagen
Aufgrund dieser oben genannten Doppelzuständigkeit kann die Aufgabe der Polizei
- nach dem Polizeigesetz (in der Regel präventiv) des jeweiligen Landes zur Gefahrenabwehr der öffentlichen Sicherheit und Ordnung oder
- an der Strafprozessordnung zur Strafverfolgung

beurteilt werden (vergleiche jedoch bei Maßnahmen: doppelfunktionale Maßnahme). Bei Vorliegen einer Gemengelage hat jeweils die Gefahrenabwehr Vorrang vor einer Strafverfolgung. Beispiel: Bei einem Verkehrsunfall muss der Fahrer aus dem Fahrzeug gerettet werden. Durch die Rettungsmaßnahmen könnten Spuren vernichtet werden, die Aufschluss über den Unfallhergang (und gegebenenfalls Fremdbeteiligung) gegeben hätten. Dennoch geht die Rettung von Menschenleben vor.

### Ermessen und Verhältnismäßigkeit
Wie die Polizei einschreitet, kann im pflichtgemäßen Ermessen der Behörde liegen. Zudem kann das Opportunitätsprinzip das Handeln der Polizei im Ordnungswidrigkeitenrecht beeinflussen. Im strafrechtlichen Bereich handelt die Polizei dabei unter Umständen im Auftrag der Staatsanwaltschaft als deren Ermittlungsperson.
Das Verhältnismäßigkeitsprinzip gibt ihr lediglich einen Spielraum bei der Intensität der Ermittlungstätigkeit, insbesondere wenn ein Straftatverdacht sich noch nicht hinreichend konkretisiert hat, und bei der Inanspruchnahme von Maßnahmen.

### Aufgabenschwerpunkte
Einsatzschwerpunkte der Polizei können insoweit nicht nur von rechtlichen Vorgaben, sondern auch von den Entscheidungen der politischen Spitze der Polizeibehörde (Dienstanweisungen) bestimmt werden, vor allem bei der Kriminalprävention. Ein Beispiel hierfür ist der Wechsel in der Politik der Bekämpfung der Drogenszene am Hamburger Hauptbahnhof. Von einer großzügigen Handhabung der Befugnisse wurde kurzfristig auf eine zero-tolerance-ähnliche Verdrängungsstrategie gewechselt.
Hierbei werden Einsatzmittel bestimmt (in der Regel Streifen des Einzeldienstes), die sich meistens mittels eines Einsatzfahrzeuges zum Ereignisort begeben und die erforderlichen Maßnahmen treffen. Dort wird mittels einer Lagemeldung an die Einsatzzentrale berichtet, die ein Lagebild erstellt. Nahezu jeder Einsatz bedarf einer Sachbearbeitung, die teilweise sofort erledigt werden muss („Vorgangsfertigung“, zum Beispiel Vernehmungen, Strafanzeigen, Verkehrsunfallanzeigen, Ereignismeldungen und Berichtswesen).
Eine neuere Entwicklung nicht nur in der Schweiz gibt es an Sommerwochenenden, an denen es zu einer „Mediterranisierung des Stadtlebens“ kommt und beispielsweise Ruhestörungen angezeigt werden.

## Organisation

### Polizeivollzugsdienst-Einheiten
Schutzpolizei
Die Schutzpolizei (SchuPo) übernimmt vor allem allgemeine Aufgaben der Aufrechterhaltung der öffentlichen Sicherheit und Ordnung, allgemeine Strafverfolgung und Straßenverkehrsüberwachung.
Kontaktbereichsbeamter
Der Kontaktbereichsbeamte (KOB) ist ein Polizeivollzugsbeamter der Schutzpolizei, der für ein bestimmtes geographisches Gebiet zuständig ist, das er in der Regel über Jahre hinweg betreut und gut kennt. Kontaktbereichsbeamte verrichten ihren Streifendienst im Allgemeinen nur tagsüber zu Fuß oder mit einem Streifenwagen. Die Aufgabe der Beamten besteht vor allem darin, weitgehend losgelöst von den exekutiven Aufgaben des Polizeivollzugsdienstes den Kontakt zwischen den Bürgern und der Polizei zu pflegen und Ansprechpartner bei Problemen zu sein.
Die Bezeichnung Kontaktbereichsbeamter wird nicht bundesweit einheitlich verwendet. So wird ein Beamter mit entsprechenden Aufgaben beispielsweise in Bremen als Kontaktpolizist (KOP), in Nordrhein-Westfalen als Bezirksbeamter oder in Hamburg als Bürgernaher Beamter (Bünabe) bezeichnet.
Verkehrspolizei

Richtzeichen an Bundesautobahnen (Zeichen 363)

Die Verkehrspolizei zeigt sich vor allem für die Überwachung des fließenden Verkehrs, die Unfallaufnahme und für großangelegte Verkehrskontrollen (z. B. des Schwerlastverkehrs) verantwortlich. Je nach Bundesland ist die Verkehrspolizei entweder Teil der Schutzpolizei oder sie hat eine separate Aufbauorganisation (z. B. Verkehrspolizeidirektionen und Verkehrskommissariate der Polizei Baden-Württemberg). Bei der Polizei Berlin wird die gesamte Verkehrspolizei unter dem Begriff Begleit- und Verkehrsdienst (BVkD) zusammengefasst.
Kriminalpolizei
Die Kriminalpolizei (Kripo) ist auf die Prävention und Verfolgung von Verbrechen und Vergehen spezialisiert. Die Organisationsformen der Kriminalpolizeien in den einzelnen Bundesländern sind sehr unterschiedlich. Gemeinsam ist allen Bundesländern jedoch, dass für die Koordination und Informationssteuerung der Kriminalitätsbekämpfung und -prävention jeweils ein Landeskriminalamt (LKA) besteht. Um die Zusammenarbeit des Bundes und der Länder in der Kriminalpolizei zu gewährleisten, wurde im März 1951 das Bundeskriminalamt (BKA) eingerichtet.
Bereitschaftspolizei
Die Bereitschaftspolizei (BePo) unterstützt den polizeilichen Einzeldienst bei seiner Aufgabenwahrnehmung im täglichen Dienst und insbesondere bei außergewöhnlichen Einsätzen, beispielsweise bei Naturkatastrophen, Fußballspielen, Konzerten, Demonstrationen, oder im Objektschutz. Im Gegensatz zur Schutzpolizei agieren die Beamten der Bereitschaftspolizei dabei meist in geschlossenen taktischen Einheiten, z. B. in Hundertschaften, Zügen oder Gruppen. Bei allen Landespolizeien und bei der Bundespolizei existieren Bereitschaftspolizeiverbände unterschiedlicher Stärke.
Wasserschutzpolizei
Die Wasserschutzpolizei (WSP) ist zuständig für schifffahrtsbezogene Kriminalitätsvorbeugung, die Straf- und Ordnungswidrigkeitenverfolgung, den Umweltschutz und die Verkehrssicherheit im Wasser.
Spezialeinheiten
Spezialeinheiten der deutschen Polizeien sind die Mobilen Einsatzkommandos (MEK) und Spezialeinsatzkommandos (SEK) bei den Landespolizeien sowie die GSG 9, die Beweissicherungs- und Festnahmeeinheit Plus (BFE+) bei der Bundespolizei, wobei die BFE+ keine Spezialeinheit im herkömmlichen Sinne darstellt, sondern eine spezialisierte Einheit mit zusätzlichen Befähigungen.
Flughafen- und Bahn

Diese Einheiten der Bundespolizei sind speziell für die Sicherheit an Flughäfen und Bahnhöfen verantwortlich. Sie übernehmen die Überwachung und stellen die Sicherheit des Verkehrs auf Schienen und in der Luft sicher.
Cyberkriminalität

Angesichts der zunehmenden Bedeutung digitaler Technologien gibt es spezielle Bundespolizei Einheiten, die sich ausschließlich mit der Bekämpfung von Cyberkriminalität befassen. Diese Einheiten sind mit modernster Technologie ausgestattet und auf die Verfolgung komplexer Cyberdelikte spezialisiert.

## Polizeien der Länder

### Landespolizeien und Landeskriminalämter
Nach dem Grundgesetz ist die Polizei wie die Ausübung aller staatlichen Befugnisse grundsätzlich Ländersache, vgl. Art. 30 GG. Organisation, Aufgaben und Befugnisse sind in erster Linie in den Polizeigesetzen der Länder geregelt, in einigen Ländern (z. B. in Bayern oder Thüringen) ist ersteres Gegenstand eines separaten Polizeiorganisationsgesetzes.
Zur Landespolizei gehört in jedem Land die Vollzugspolizei, also das, was heute gemeinhin als „die Polizei“ verstanden wird. Zu deren Aufgaben gehören Schutzpolizei und Kriminalpolizei. Die Abgrenzung beider Bereiche ist ebenso wie die Unterteilung der Schutzpolizei jedoch höchst unterschiedlich gestaltet. Weiterhin gehören Ausbildungs- und Fortbildungsstätten sowie gegebenenfalls ein Polizeiverwaltungsamt und auch die Bereitschaftspolizei zur Landespolizei. Die Bayerische Polizei verfügt überdies seit 2018 wieder über eine Bayerische Grenzpolizei.
Schließlich besteht in jedem Land ein Landeskriminalamt, dessen organisatorisches Verhältnis zur Kriminalpolizei ebenfalls unterschiedlich ist. Darüber hinaus haben einige Länder auch Freiwillige Polizeidienste als Polizeireserven bzw. Hilfspolizeien eingerichtet.

### Polizei in Landesparlamenten
Manche Landesverfassungen verfügen über Regelungen zur Polizeigewalt einer Landtagsverwaltung, etwa die Verfassung des Landes Baden-Württemberg (Art. 32 Abs. 2) oder Art. 21 Abs. 1 der Verfassung des Freistaates Bayern (Verfassungstext bei gesetze-bayern.de). So weist die baden-württembergische Landesverfassung beispielsweise das Hausrecht und die Polizeigewalt im Sitzungsgebäude dem Präsidenten des Landtages zu.

### Polizeien der Gemeinden
Die Länder haben die früheren kommunalen Polizeibehörden (z. B. Stadtpolizei) in den 1970er-Jahren weitgehend verstaatlicht, das heißt, sie nehmen die Aufgaben des Polizeivollzugsdienstes weitestgehend durch Landesbehörden selbst wahr. Die Gefahrenabwehr, also die eigentliche, materielle Polizeiaufgabe, blieb dabei weiterhin der allgemeinen Verwaltung übertragen, die diese u. a. durch die Ordnungsämter wahrnimmt. Neuerdings ist jedoch wieder eine Ausweitung des Bereichs kommunaler polizeilicher Tätigkeit auf Basis kommunaler Polizeibehörden in verschiedenen Bundesländern zu beobachten. Beispielhaft für derartige Entwicklungen sind etwa die Ordnungspolizei in Hessen oder die Gemeindevollzugsdienste in Baden-Württemberg und Sachsen.

## Polizeien des Bundes

### Bundespolizei
Die Bundespolizei (BPOL) ging 2005 aus dem Bundesgrenzschutz (BGS) hervor und nimmt Aufgaben wahr, die ihr speziell auf Grundlage des Bundespolizeigesetzes (BPolG) zugewiesen worden sind. Zu diesen Aufgaben gehören unter anderem der grenzpolizeiliche Schutz des Bundesgebietes, die Wahrung der Sicherheit der Fahrgäste im Eisenbahnverkehr und der Schutz von Eisenbahnanlagen (Bahnpolizei), der Schutz vor Angriffen auf die Sicherheit des Luftverkehrs, der Schutz der Verfassungsorgane des Bundes und der Bundesministerien sowie die Unterstützung anderer Polizeien des Bundes und der Länder. Die Bundespolizei gehört zum Geschäftsbereich des Bundesministeriums des Innern und beschäftigt derzeit 40.310 Mitarbeiter, davon 33.267 Polizeivollzugsbeamte.

### Bundeskriminalamt

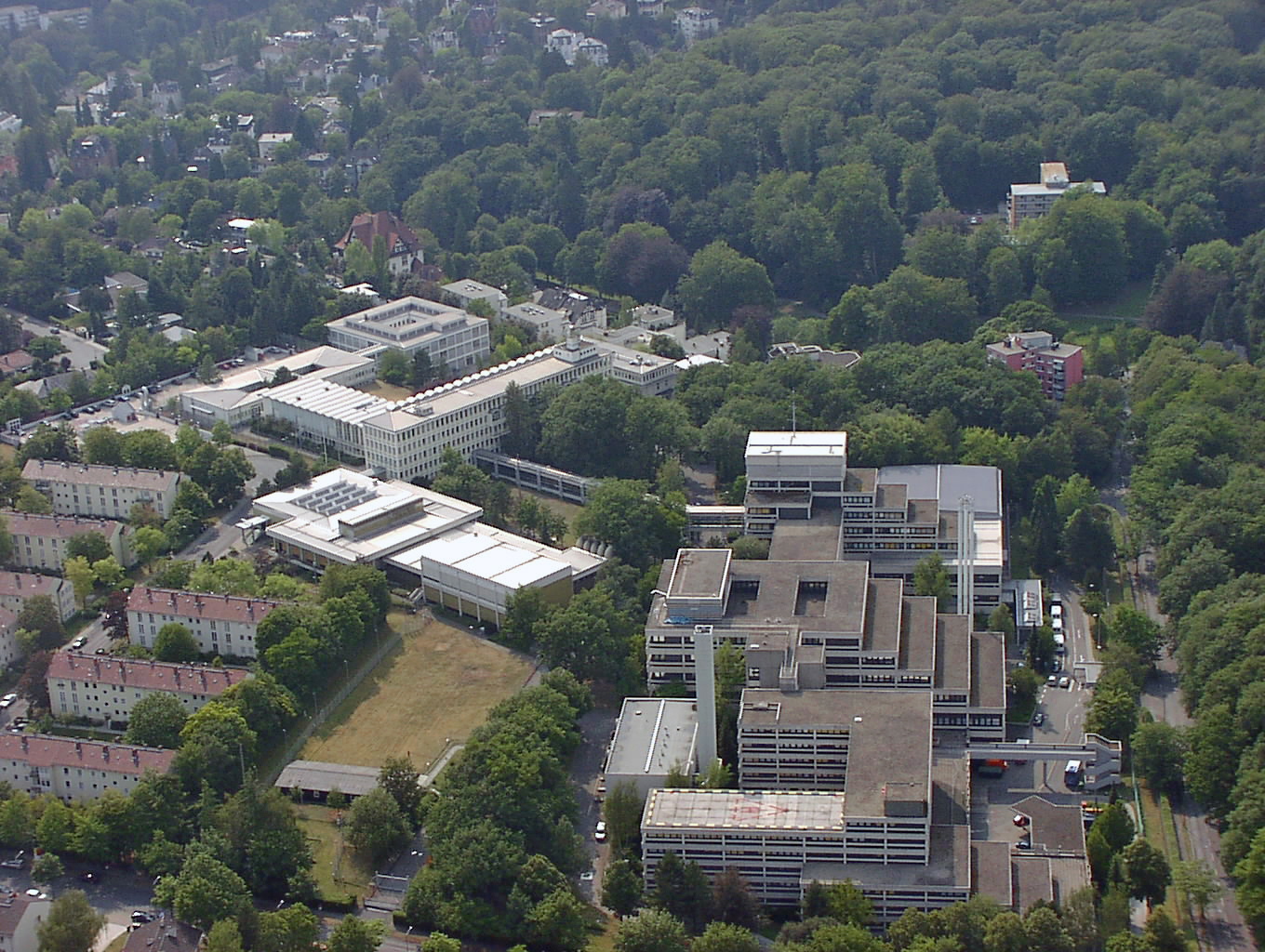
Luftbild des BKA-Sitzes in Wiesbaden

Das Bundeskriminalamt (BKA) besteht seit 1951 als nationale Informationssammelstelle zwischen den einzelnen Polizeien des Bundes und der Länder und für ausländische Strafverfolgungsbehörden (z. B. Interpol). Ferner nimmt es spezielle Ermittlungen, Tätigkeiten und Aufgaben von bundesweitem Interesse wahr, z. B. bei Fällen von schwerer organisierter Kriminalität (OK) oder Schleusungskriminalität. Seine rechtliche Stellung ist in Art. 73 Nr. 10 GG und im BKA-Gesetz geregelt.

### Polizei beim Deutschen Bundestag
Die Regelungen über die Polizeigewalt im Deutschen Bundestag und den Parlamenten der Länder spiegelt die Gewaltenteilung wider. Gem. Art. 40 Abs. 2 Grundgesetz übt der Bundestagspräsident die alleinige Polizeigewalt in den Gebäuden des Deutschen Bundestages aus. Dafür verfügt er über eine eigene Polizeibehörde, die als Polizei beim Deutschen Bundestag bezeichnet wird. Sie beschäftigt rund 210 Beamte und ist für die Abwehr von Gefahren für die öffentliche Sicherheit und Ordnung sowie für die Verfolgung von Straftaten und Ordnungswidrigkeiten in den Bundestagsgebäuden und dem dazugehörenden Gelände zuständig. Andere Polizeibehörden, etwa die Bundespolizei oder die Polizei Berlin, sowie Staatsanwaltschaften haben in diesen Bereichen ausdrücklich keine dahingehenden Befugnisse.

## Ausbildung
Aufgrund der Tatsache, dass die Polizei föderal geregelt ist, unterscheidet sich die Ausbildung zum Polizeivollzugsbeamten von Land zu Land.
Grundsätzlich kann im mittleren Dienst zum Polizeimeister ausgebildet werden. Allerdings ist auch der Direkteinstieg in den gehobenen Dienst (Voraussetzung Fachhochschulreife) als Polizeikommissar oder in seltenen Fällen auch der Direkteinstieg in den höheren Dienst (Voraussetzung ist ein abgeschlossenes Hochschulstudium) als Polizeirat möglich. Dies regeln die Länder eigenständig. In einigen Ländern wie Rheinland-Pfalz oder Hessen werden im Rahmen der sog. zweigeteilten Laufbahn keine Neueinstellungen im mittleren Dienst mehr vorgenommen, die noch im mittleren Dienst befindlichen Beamten werden nach und nach in den gehobenen Dienst überführt. Die Ausbildung unterteilt sich hauptsächlich in theoretisch-fachliche sowie praktische Anteile. Lehr- und Prüfungsinhalte sind Fächer wie Polizeidienstkunde, Führungs- und Einsatzlehre, Strafrecht, Polizeirecht, Verfassungsrecht, Verkehrsrecht, Kriminologie, Kriminalistik, Politische Bildung und weitere.
Zur praktischen Ausbildung gehören Schießtraining, polizeiliches Einsatzverhalten und Fahrsicherheitstrainings, Einsatz in geschlossenen Verbänden, Sport sowie praktische Übungen beispielsweise zur Verkehrsunfallaufnahme.

## Personal und Zahlen
| Jahr | Anzahl  |
| ---- | ------- |
| 2008 | 294.680 |
| 2009 | 295.135 |
| 2010 | 295.585 |
| 2011 | 296.460 |
| 2012 | 297.865 |
| 2013 | 298.775 |
| 2014 | 299.170 |

Die Zahl der Beschäftigten im Aufgabenbereich Polizei ist seit der Gründung der Bundesrepublik Deutschland bis zur Wiedervereinigung stetig gestiegen. Seit dem Jahr 1989 stand die Entwicklung zunächst im Zeichen der Übernahme von ehemaligen Volkspolizisten; hierdurch kam es in den 1990er Jahren zunächst zu einem deutlichen Anstieg der Beamten sowie Tarifbeschäftigten bei der Polizei.
| 1950   | 1955    | 1960    | 1965    | 1970    | 1975    | 1980    | 1985    | 1990    | 1995    | 2000    | 2005    | 2010    | 2015    | 2016    | 2017    | 2018    | 2019    | 2021    |
| ------ | ------- | ------- | ------- | ------- | ------- | ------- | ------- | ------- | ------- | ------- | ------- | ------- | ------- | ------- | ------- | ------- | ------- | ------- |
| 97.740 | 147.637 | 150.072 | 164.177 | 177.620 | 200.992 | 228.842 | 235.910 | 240.797 | 325.269 | 316.681 | 315.293 | 308.334 | 310.970 | 313.300 | 320.500 | 327.400 | 333.300 | 348.580 |

Zwischen 2004 und 2014 stieg die Zahl in den westlichen Bundesländern sowohl absolut als auch im Verhältnis zur Einwohnerzahl deutlich an, in Ostdeutschland sind zum Teil deutliche Rückgänge zu verzeichnen. Während sich der Wert der Vollzeitäquivalente in Rheinland-Pfalz von 2004 bis 2014 um 6,9 % nach oben bewegte, sank er in Sachsen-Anhalt um 23,3 %. Diese unterschiedliche Entwicklung lässt sich nur durch die sehr hohe Personaldichte in Ostdeutschland erklären, die sich durch die Übernahme von DDR-Personal ergab. Hatte Bayern im Jahr 2004 pro 100.000 Einwohner 293 Beschäftigte, waren es in Sachsen-Anhalt 404.
Die in Deutschland vorhandenen Daten der amtlichen Personalstatistik berücksichtigen für den Polizeibereich alle Beamten bzw. Tarifbeschäftigten, die im Aufgabenbereich „Polizei“ erfasst sind. Die Werte werden in Beschäftigtenzahlen („Köpfen“) oder Vollzeitäquivalenten ausgedrückt. Ob Personal im Aufgabenbereich „Polizei“ dargestellt wird, ist somit alleine davon abhängig, ob für eine bestimmte Behörde eine entsprechende Schlüsselung im Haushalt der jeweiligen Gebietskörperschaft vorgenommen wurde. Die Daten der amtlichen Statistik weisen dementsprechend in den letzten Jahren erhebliche Datenbrüche auf, die zum großen Teil aus organisatorischen Veränderungen (z. B. im Rahmen von Verwaltungsreformen) resultieren. Der amtlichen Statistik in Deutschland liegt bei der Erfassung von Personal der Polizei ein anderes Verständnis zugrunde, als der „Kriminalitätsstatistik“ von Eurostat. Dort sollen nur „police officers“ und damit die Polizeivollzugsbeamten erfasst werden. Anders als von den Regeln der europäischen Statistik gefordert, werden in Deutschland keine kommunalen Vollzugsbeamten („city guard“, „municipal police“) berücksichtigt. Dies ist insoweit problematisch, als es in den letzten Jahren zahlreiche Aufgabenverlagerungen zwischen den Länderpolizeien und den Kommunen gegeben hat (z. B. bezogen auf Präsenz im öffentlichen Raum, Zuständigkeiten für die Bekämpfung von Lärmbelästigung, die Unterbringung psychisch Kranker). Ein Vergleich deutscher Daten mit den Daten anderer europäischer Länder ist daher nur eingeschränkt möglich.

## Uniformen
Als neue Farbe der Polizeiuniformen wählten die meisten Polizeien ab 2004 stahlblau (RAL 5011), in der Regel mit weißen oder blauen Hemden bzw. Blusen und weißen oder blauen Dienstmützen. Die bayerische Polizei behielt zunächst die bisher übliche grüne Farbgebung bei, ostentativ aus Traditionsgründen (seit 1813 trug die Gendarmerie, und seit 1919 die paramilitärische Landespolizei grüne Uniformen). Seit 2. Dezember 2016 führt jedoch auch die Polizei Bayern als letzte verbliebene Landespolizei ein blaues Uniformmodell ein.
Die genaue Ausgestaltung der verschiedenen Uniformen regelten die einzelnen Länder für ihre Landespolizeien sowie der Bund für die Bundespolizei selbst, sodass sich die Uniformen zwar ähneln, aber keine bundesweit einheitliche Polizeiuniform existiert. Im Wesentlichen sind bei der deutschen Polizei sieben verschiedene Uniformmodelle im Einsatz.
| Uniformmodell       | Verwendung |
| ------------------- | --- |
| Baden-Württemberg   | Polizei Baden-Württemberg |
| Bayern              | Polizei Bayern |
| Brandenburg         | Polizei Berlin, Polizei Brandenburg, Polizei Sachsen                                                                                  |
| Bundespolizei       | Bundespolizei, Bundestagspolizei |
| Hamburg             | Polizei Bremen, Polizei Hamburg, Polizei Mecklenburg-Vorpommern, Polizei Niedersachsen, Polizei Schleswig-Holstein, Polizei Thüringen |
| Hessen              | Polizei Hessen, Polizei Rheinland-Pfalz, Polizei Saarland                                                                             |
| Nordrhein-Westfalen | Polizei Nordrhein-Westfalen |

Die Polizei Sachsen-Anhalt nutzt als einzige deutsche Polizei eine Kombination der Uniformmodelle Brandenburg und Hessen.

## Fahrzeuge

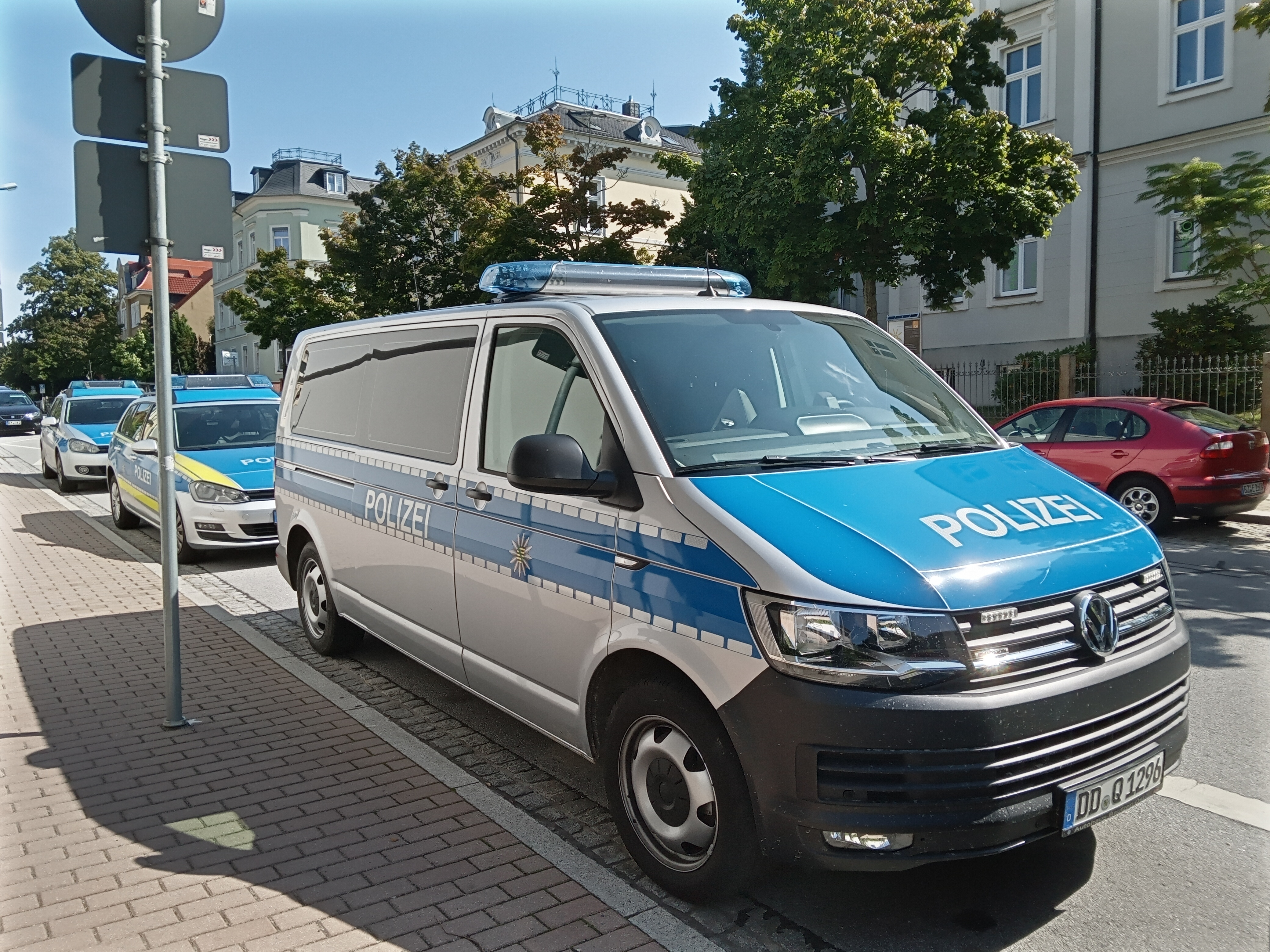
VW-Bus der Polizei Sachsen

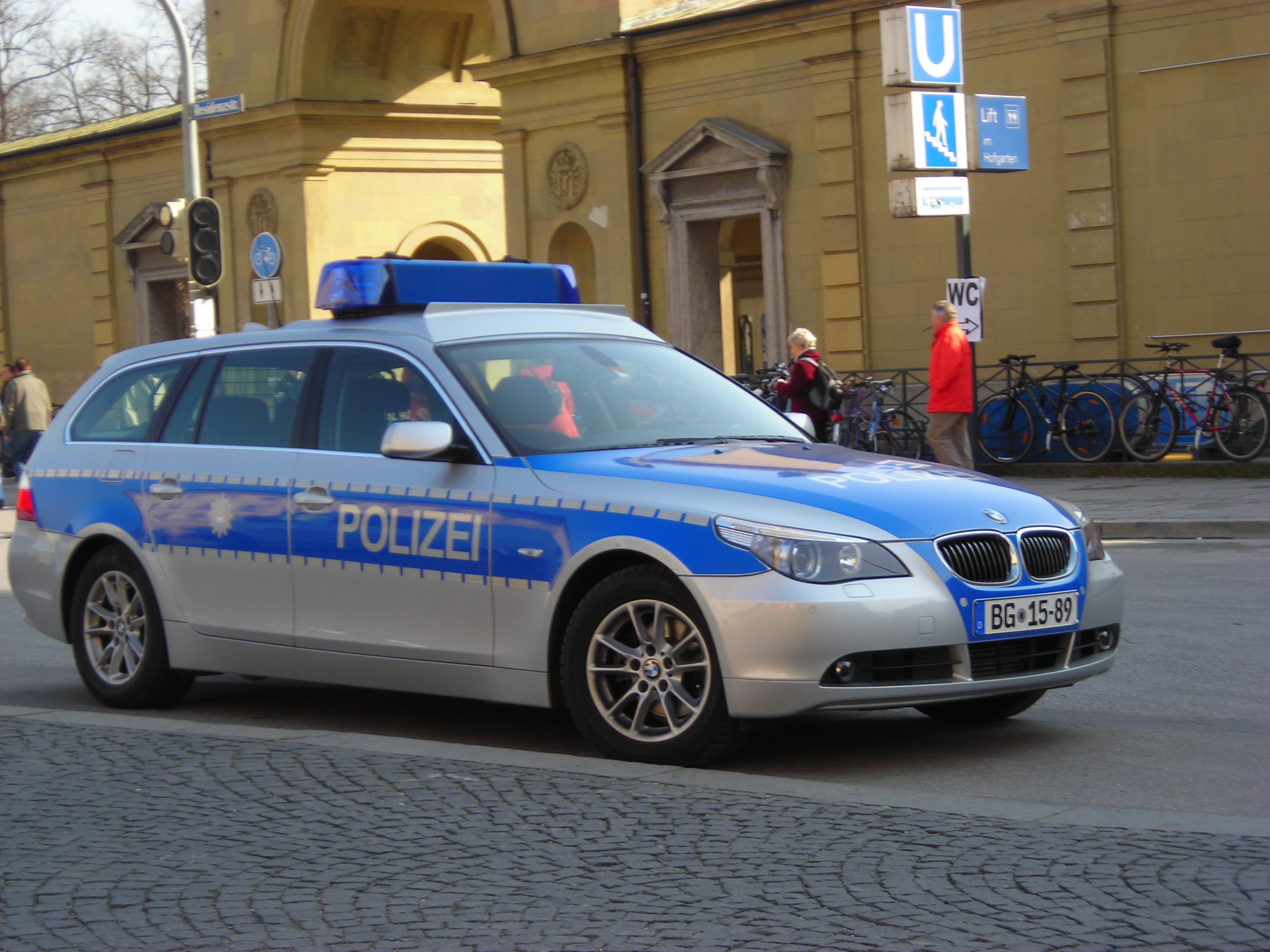
Streifenwagen der Bundespolizei mit altem Kennzeichen in blau-silberner Farbgebung

Die deutschen Polizeien nutzen als Dienstfahrzeuge überwiegend Fahrzeuge der Marke Audi, BMW, Ford, Mercedes-Benz, Opel und Volkswagen. Vereinzelt kommen auch Fahrzeuge anderer Hersteller zum Einsatz.
Streifenwagen sind derzeit Audi A6, Audi A8, BMW 3er, BMW 5er, BMW X1, BMW X3, Ford Mondeo, Ford S-Max, Land Rover Defender, Mercedes-Benz B-Klasse, Mercedes-Benz C-Klasse, Mercedes-Benz E-Klasse, Mercedes-Benz S-Klasse, Mercedes-Benz Vito, Opel Astra, Opel Insignia, Opel Vectra, Opel Zafira, Volvo V90, VW Caddy, VW Golf, VW Passat, VW Sharan, VW Touran, VW T4 und VW T5.
Die Bereitschaftspolizeien der Länder sowie des Bundes nutzen zudem auch Einsatzfahrzeuge der Marken Fiat, Ford, Land Rover und Mitsubishi. Selten kommen auch Fahrzeuge der Marken Nissan und Toyota zum Einsatz.

### Farbgebung
Die aktuelle Fahrzeuglackierung der meisten Polizeien ist verkehrsblau (RAL 5017) in Verbindung mit Silber oder weiß.
In Bayern sowie im Saarland wurde aus Traditionsgründen die grün/silberne Lackierung beibehalten. Seit Mitte September 2016 werden auch in Bayern und im Saarland blau/silberne Streifenwagen eingesetzt.

### Kennzeichen
Mit Stand vom 1. März 2007 wurden die Behördenkennzeichen im Rahmen der neuen Kfz-Zulassungsverordnung abgeschafft. Zwischenzeitlich hat sich in allen Ländern außer Bayern und Niedersachsen, eine zentrale Zulassung durchgesetzt.

## Dienst- und Amtsbezeichnungen
Die folgenden Amtsbezeichnungen werden bei den verschiedenen Landespolizeien und – seit 2000 – auch bei der Bundespolizei bzw. dem ehemaligen Bundesgrenzschutz bis auf wenige Ausnahmen einheitlich verwendet. Die Amtsbezeichnungen bei der Kriminalpolizei lauten entsprechend Kriminalkommissar etc.

### Mittlerer Dienst bzw. Qualifikationsebene 2
- Polizeimeisteranwärter – PMA (in Bayern ab dem 2. Ausbildungsjahr: Polizeioberwachtmeister – POW)
- Polizeiobermeisteranwärter – POMA (nur in Schleswig-Holstein, Brandenburg und Baden-Württemberg)
- Polizeimeister – PM (A 7)
- Polizeiobermeister – POM (A 8)
- Polizeihauptmeister – PHM (A 9)
- Polizeihauptmeister mit Zulage – PHM m.Z. (A 9 mit Amtszulage) bzw.  Erster Polizeihauptmeister - EPHM (A 10) (nur Baden-Württemberg)
- Erster Polizeihauptmeister mit Amtszulage - EPHMZ (A 10 mit Amtszulage) (nur Baden-Württemberg)

### Gehobener Dienst bzw. Qualifikationsebene 3
- Polizeikommissaranwärter – PKAnw
- Polizeioberkommissaranwärter – POKA (nur in Baden-Württemberg)
- Polizeikommissar – PK (A 9)
- Polizeioberkommissar – POK (A 10)
- Polizeihauptkommissar – PHK (A 11 / A 12)
- Erster Polizeihauptkommissar – EPHK (A 13)
- Erster Polizeihauptkommissar mit Amtszulage – EPHK g.Z. (A 13 g.Z)

### Höherer Dienst bzw. Qualifikationsebene 4
- Polizeireferendar – PRef oder Polizeiratanwärer – PRAnw
- Polizeirat – PR (A 13)
- Polizeioberrat – POR (A 14)
- Polizeidirektor – PD (A 15)
- Leitender Polizeidirektor – LPD oder Ltd. PD (A 16)

Außerdem gibt es weitere Amtsbezeichnungen für besondere Leitungsfunktionen (Besoldungsordnung B), die im Hauptartikel erschöpfend behandelt werden und daher an dieser Stelle nicht aufgelistet sind.

## Polizeiliches Fehlverhalten

### Vorgehen bei Rechtsverstößen
Gegen Polizeibeamte wurden im Laufe der Zeit viele Beschwerden und Strafanzeigen erstattet. Hierbei ist zu unterscheiden zwischen den Dienstvergehen, die im Disziplinarverfahren geahndet werden, und den Straftaten (zum Beispiel Amtsdelikte oder Sachbeschädigung) bzw. Ordnungswidrigkeiten (zum Beispiel unberechtigte Inanspruchnahme von Sonderrechten), die in einem entsprechenden Verfahren durch die zuständige Behörde und zusätzlich im Disziplinarverfahren verfolgt werden.
Oft werden Straftaten und Ordnungswidrigkeiten, die von einem Beamten im Dienst begangen wurden, von einem eigenen Kommissariat verfolgt (zum Beispiel Interne Ermittlungen). Aus Gründen der Objektivität der polizeilichen Ermittlungen werden Untersuchungen im Straf- bzw. Ordnungswidrigkeitenverfahren in der Regel nicht von Polizeibeamten der betroffenen Dienststelle, sondern von auswärtigen Dienststellen (zum Beispiel aus dem Nachbarkreis) durchgeführt.
Neben den obigen rechtlich abschließend geregelten Verfahren besteht noch für Betroffene das Recht zur Beschwerde. Um was für eine Beschwerde es sich handelt, hängt vom Beschwerdegegenstand ab:
- Rechtlich falsche Beurteilung oder Ermessensfehler: Fachaufsichtsbeschwerde
- Falsches Verhalten (Unhöflichkeit und so weiter): Dienstaufsichtsbeschwerde oder bei Kleinigkeiten auch die direkte Beschwerde beim unmittelbaren Vorgesetzten.

Einfache Beschwerden werden in der Regel vom Dienststellenleiter bearbeitet, die Dienstaufsichtsbeschwerden hingegen durch die zuständige Dienstaufsichtsbehörde (zum Beispiel Polizeidirektion, Polizeipräsidium, Landespolizeidirektion, Innenministerium) und die Fachaufsichtsbeschwerden ebenfalls durch die zuständige Behörde (zum Beispiel vom Innenministerium, bei besonderen Gebieten der Polizei, zum Beispiel beim Lebensmittelrecht, auch vom zuständigen Fachministerium oder der zuständigen Landesbehörde). Bei der Zuständigkeit ist nicht maßgeblich, an wen sie adressiert ist, sondern um welchen Charakter es sich handelt; sie werden also innerhalb der Behörden und auch innerhalb des richtigen Verwaltungszweiges in der Regel an die unterste zuständige Behörde weitergeleitet. Auch wenn sich Anhaltspunkte für Dienstvergehen ergeben, wird die entsprechende Behörde informiert.

### Rechtsverstöße
Nach Berichten von Amnesty International kommen Misshandlungen und exzessive Gewaltanwendung gegen Angehörige ethnischer Minderheiten durch Polizeibeamte immer wieder vor. Berichte über die Alltagserfahrungen ethnischer Minderheiten mit der Polizei, sowie Vorkommnisse wie der ungeklärte Tod Oury Jallohs in Polizeigewahrsam und damit zusammenhängende schwere Rechtsverstöße seitens der Polizei führten zu Forderungen nach unabhängigen Untersuchungen zu strukturellem Rassismus innerhalb der deutschen Polizei. Mehrere deutsche Innenminister haben solche Untersuchungen lange Zeit abgelehnt. Im Oktober 2020 hat der damalige Bundesminister des Innern, für Bau und Heimat Horst Seehofer nach großem öffentlichen Druck immerhin einer Studie zugestimmt. Gemäß dem 2023 veröffentlichten Ergebnis haben Polizisten häufiger Vorurteile unter anderem gegen Muslime und Wohnungslose als der Bevölkerungsdurchschnitt.
Auch bei Abschiebungen komme es zu solchen Vorfällen. Ein Fall, der in überregionalen Medien berücksichtigt wurde, ist der Tod des Flüchtlings Aamir Ageeb, der bei einer Abschiebung an den Folgen von vorsätzlicher Körperverletzung durch BGS-Beamte starb.
Ein weiterer Fall ist der Daschner-Prozess, in dem Polizeibeamte der Nötigung und der Anstiftung dazu angeklagt waren und schuldig gesprochen wurden.
Die Bundesarbeitsgemeinschaft kritischer Polizistinnen und Polizisten befasst sich unter anderem mit rechtswidrigen Handlungen von Polizeibeamten und fordert als Konsequenz eine Ausdehnung der Kennzeichnungspflicht für Polizisten auf alle Bundesländer.
Der UN-Menschenrechtsrat und Amnesty International haben kritisiert, dass es in Deutschland keine unabhängigen Beschwerdestellen für Fälle polizeilichen Fehlverhaltens gibt. Ermittlungen gegen Polizeibeamte führen seltener zu Anklagen als Ermittlungen gegen Zivilpersonen in vergleichbaren Fällen; aus ebendiesem Grund können der Polizei nur selten Rechtsverstöße nachgewiesen werden.

### Unangemessene Gewaltanwendung
Weitere Kritikpunkte in den letzten Jahren sind die Anwendung von unangemessener Polizeigewalt. Insbesondere mehrere gewalttätige Übergriffe durch Polizeibeamte, die unbestraft blieben, sorgten für Aufsehen. Dabei wird auch eine mangelnde Fehlerkultur innerhalb von Polizeistrukturen moniert. Laut einer Studie von Amnesty International sei das Anwenden von unangemessener Gewalt von Polizeibeamten in den letzten Jahren angestiegen und begrenze sich nicht nur auf Vorfälle während der Protestaktionen gegen Stuttgart 21 oder Castor-Transporte. Die Polizeibrutalität umfasse, laut Amnesty International, neben Gewalt auch Diebstahl, Totschlag und Vergewaltigung.

### Behandlung von Rechtsverstößen
Die Beamten anderer Dienststellen sind bei der Untersuchung oft auf Zeugen aus dem direkten Kollegenkreis des beschuldigten Beamten angewiesen. Relevante Aussagen gegen die eigenen Kollegen sind aus unterschiedlichen Gründen jedoch selten. Nicht wenige Polizeibeamte, die gegen straffällig gewordene Kollegen ausgesagt haben, berichten von anschließendem Mobbing und Ausgrenzung. Auch Staatsanwaltschaften haben oft kein Interesse daran, Rechtsbrüche durch Polizeibeamte zu ahnden, da sie auf deren Zusammenarbeit bei der alltäglichen Arbeit und auf deren Glaubwürdigkeit als Zeugen vor Gericht angewiesen sind.
Amnesty International berichtet davon, dass oft nur mangelhaft gegen Polizeibeamte ermittelt würde und sich diese Verfahren schleppend hinzögen. Die Staatsanwaltschaften erhöben nur selten Anklage gegen Polizisten und setzten die Schwelle hierfür hoch an. Auch neigten sie dazu, den Aussagen der Polizisten eher Glauben zu schenken. Bei verurteilten Polizisten sei zudem häufig ein nicht der Tat entsprechendes Strafmaß festgelegt worden. Amnesty International fordert daher „unabhängige Untersuchungsmechanismen“.
Strafbare Rechtsverstöße von Polizeibeamten werden durch die zuständige Staatsanwaltschaft als „Herrin des Verfahrens“ verfolgt. Geahndet werden sie bei Anklage durch das zuständige Gericht. Mit Zustimmung des zuständigen Gerichts und des Beschuldigten kann die Staatsanwaltschaft jedoch vorläufig von der Erhebung der Anklage absehen und zugleich dem Beschuldigten Auflagen erteilen (z. B. Geldbetrag, gemeinnützige Leistung), wenn diese geeignet sind, das öffentliche Interesse an der Strafverfolgung zu beseitigen, und der Schwere des Verstoßes nicht entgegenstehen. Diese Verfahrensweise bedeutet zwar eine Einstellung des Verfahrens, allerdings erfolgt eine Ahndung des Rechtsverstoßes in Form der entsprechenden Auflage. Bieten die Ermittlungen nicht genügend Anlass zur Anklage (z. B. Beschuldigungen entsprechen nicht der Wahrheit), so stellt die Staatsanwaltschaft das Verfahren ein.

## Bezeichnungen in der deutschen Öffentlichkeit
Im Volksmund gibt es unterschiedliche, teils scherzhafte und abwertende Bezeichnungen für Polizeibeamte wie „Schutzmann/Schutzfrau“, „Ordnungshüter“, „Freund und Helfer“, „Gesetzeshüter“, „Bulle“ und „Schnittlauch“.
Von polizei- und systemkritischen Gesellschaftsgruppen, insbesondere Hooligans, dem Schwarzen Block, der Antifa und Neonazis, wird häufig das Akronym A.C.A.B. („All Cops Are Bastards“) als verbindender Slogan genutzt.

## Philatelistisches
Mit dem Erstausgabetag 1. Juli 2019 gab die Deutsche Post AG ein Postwertzeichen im Nennwert von 155 Eurocent mit der Bezeichnung Polizeien des Bundes und der Länder heraus. Der Entwurf stammt vom Grafiker Andreas Hoch aus Baltmannsweiler.

## Ähnliche Einrichtungen
Neben der Polizei gibt es Organisationen mit Exekutivbefugnissen, die nicht den Innenbehörden als nachgeordnete Dienststellen unterstehen. Hierunter fallen:
- Teile der Bundeszollverwaltung (Zoll) im Bundesministerium für Finanzen
- Justizvollzugsbeamte
- Feldjäger (Militärpolizei) der Bundeswehr.

Verschiedene (Amts-)Personen haben, zum Teil eingeschränkte, polizeiliche Eingriffsbefugnisse:
Bedienstete der
- Ausländerbehörden in Nordrhein-Westfalen
- Forstämter, Jagdschutz durch Jagdaufseher, Jäger mit gültigem Jagdschein sind während der Jagdausübung ebenfalls zum Jagdschutz berechtigt
- Eichämter,
- Gesundheitsämter
- Ordnungsämter und
- die (technischen) Aufsichtsdienste der Berufsgenossenschaften, Unfallkassen und Feuerwehren.
- Sitzungspolizei bei Gericht